# Paulínia
Paulínia é um município brasileiro no interior do estado de São Paulo. Localizado no noroeste da Macrometrópole de São Paulo, dista cerca de 119 km da capital do estado. Ocupa uma área de 139 km² e sua população segundo o censo de 2022 do IBGE era 110 537 habitantes. Foi emancipado em 28 de fevereiro de 1964, mas sua fundação remonta ao começo do século XX. O nome é uma homenagem a José Paulino Nogueira, um fazendeiro conhecido na região de Campinas, município do qual Paulínia emancipou-se e que emprestou seu nome à estação ferroviária ao redor da qual se desenvolveu o município. Está localizado no eixo Rio-São Paulo, servindo de elo entre a Grande São Paulo e cidades da região, como Cosmópolis, Artur Nogueira e Conchal.
É conhecido por sediar um dos maiores polos petroquímicos da América Latina, centrado na Refinaria de Paulínia (Replan). Graças à Replan e o polo petroquímico, que estão sediados na região norte da cidade, Paulínia tem a sétima maior renda per capita do Brasil. Também em função do polo, apresenta altos níveis de poluição por ozônio, principalmente no distrito de Betel e na região da Replan, onde se encontram empresas como: Rhodia, Purina, Shell, Syngenta, e Petrobras. A cidade se destaca pelo intenso crescimento populacional, sendo o maior da Região Metropolitana de Campinas. O setor de serviços historicamente não tem grande importância para o município, mas recentemente vem se desenvolvendo por causa de projetos como o Paulínia Magia do Cinema.
Paulínia desde o ano de 2019 conta com uma nova fonte de renda e emprego para a cidade e a Região Metropolitana de Campinas. O ramo de tecnologia vem crescendo em Paulínia com a chegada da empresa ASCENTY, empresa multinacional especializada no ramo de "Data Centers", com centro de processamento de dados e filiais no Brasil, Chile, México e Colômbia, com isso abrindo a porta para a chegada de outras duas empresas na cidade, CloudHQ e Amazon.
O município é formado pela cidade de Paulínia e pelo distrito de Betel, na região leste. Paulínia faz parte do chamado Complexo Metropolitano Estendido, que ultrapassa os 29 milhões de habitantes, aproximadamente 75% da população do estado de São Paulo inteiro. As regiões metropolitanas de Campinas e de São Paulo já formam a primeira megalópole do hemisfério sul, unindo 65 municípios que juntos abrigam 12% da população brasileira.

## Etimologia

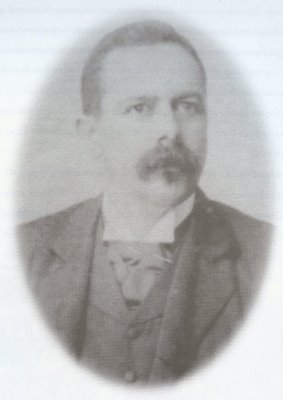
José Paulino Nogueira, personalidade da qual derivou o nome Paulínia.

O termo Paulínia é uma homenagem a José Paulino Nogueira, fazendeiro campineiro, um dos donos da Fazenda do Funil, localizada entre as atuais cidades de Paulínia e Cosmópolis. A vila que deu origem ao município de Paulínia chamava-se Vila José Paulino até 1944, quando um decreto estadual proibiu localidades de terem nomes de pessoas vivas. Devido a esse fato, a vila foi elevada a distrito com o nome "Paulínia".
José Paulino nasceu no dia 13 de fevereiro de 1853 em Campinas. No fim do Império, sendo membro do Partido Republicano, elegeu-se vereador na sua cidade natal, ao lado de Júlio de Mesquita e Salvador Penteado. Em março de 1889 ocorreu um surto de febre amarela em Campinas. José Paulino foi uma das poucas autoridades que não abandonaram a cidade. Combateu a doença e passou a ser querido pelos campineiros. No fim do século XIX, Paulino e seus irmãos passaram a desbravar a Fazenda do Funil, entre Paulínia e Cosmópolis. Com a construção da Estrada de Ferro Funilense, foi erguida também uma estação ferroviária no bairro de São Bento, que passou a ser denominada José Paulino. O pequeno bairro de São Bento cresceu ao redor da estação e passou a ser conhecido também como José Paulino. Devido ao decreto que proibiu nomes de pessoas vivas em localidades, no ato de sua elevação a distrito José Paulino passou a ser denominado Paulínia.

## História
A história de Paulínia se inicia muito antes de sua emancipação, ocorrida em 1964; ela remonta ao começo do século XVI, com o início da ocupação da região de Campinas.

### Origens
Durante o século XVIII, a região de Campinas começou a ser ocupada devido à passagem das rotas bandeirantes que dirigiam-se às minas de ouro no interior do Brasil. O povoamento se iniciou mais precisamente no período entre 1739 e 1744, quando o capitão Francisco Barreto Leme do Prado chegou na então Freguesia Nossa Senhora de Conceição de Campinas.
A história de Paulínia como aglomerado urbano tem início com a doação de sesmarias pelo governo português. Na região dos rios Atibaia e Jaguari há relatos da doação de duas grandes sesmarias que se localizavam onde atualmente se encontra a cidade, uma em 1796 e outra, chamada sesmaria Morro Azul, em 1807. Dessa última se originou as fazendas São Bento, adquirida pelo Comendador Francisco de Paula Camargo, e a do Funil. Ambas têm uma grande ligação com o surgimento da cidade de Paulínia. Oficialmente Paulínia foi fundada em 16 de julho de 1906, por José Seixas de Queiroz; entretanto, comemora-se o aniversário da cidade na data em que o município foi criado, em 28 de fevereiro.
A população paulinense foi formada principalmente por imigrantes italianos, que substituíram os escravos que trabalhavam nas fazendas após a abolição da escravatura, em 1888. Entretanto, com o crescimento econômico, a cidade tornou-se destino de muitos imigrantes de cidades vizinhas e de outras partes do Brasil, especialmente nordestinos, que procuram trabalho ou melhores condições de vida.

### De vila a distrito

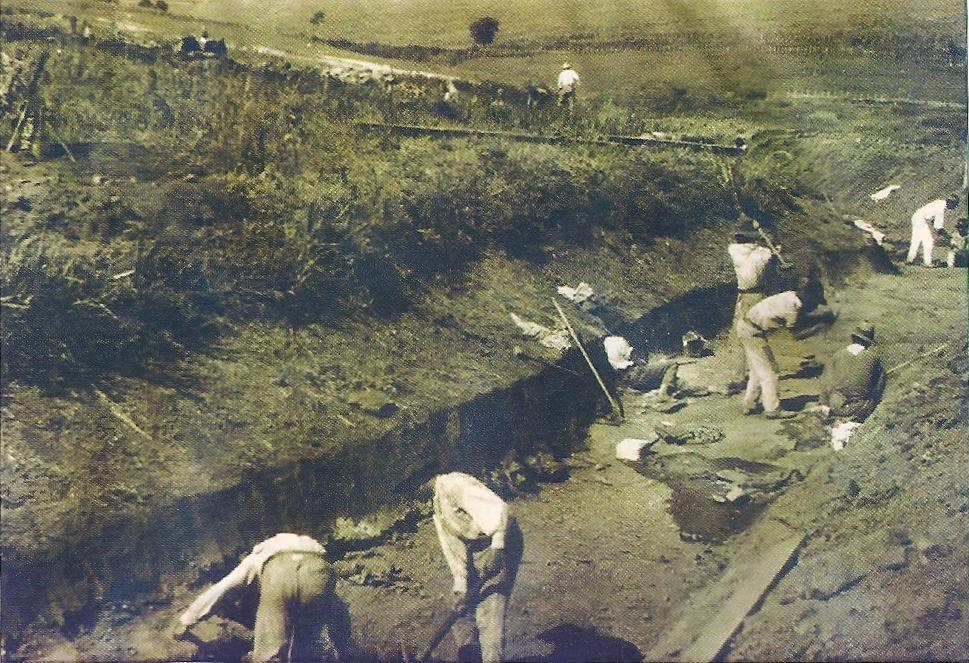
Trabalhadores das fazendas circunvizinhas abriram o caminho para a estrada de ferro.

O primeiro núcleo urbano na região de Paulínia foi um vilarejo denominado bairro São Bento. Em 1903 foi inaugurada na Fazenda São Bento uma capela em honra ao mesmo santo, que começara a ser construída em 1897, no mesmo ano no qual foram aprovados as plantas e o orçamento da estação José Paulino. Ao redor dessa capela começou a se desenvolver o bairro São Bento. Nessa época São Bento era um bairro periférico de Campinas.
Com o fortalecimento da cultura agrícola, os fazendeiros da região começaram a sentir dificuldades em escoar a produção devido à presença dos rios Atibaia e Jaguari, que dificultavam a sua travessia com os produtos. Nesse contexto os produtores passaram a reivindicar junto à capitania de São Paulo a construção de uma estrada de ferro que viabilizasse o transporte da produção para outros núcleos. Em 1880 foram aprovados créditos para a construção da Companhia Carril Agrícola Funilense, ligando a cidade de Campinas à região da Fazenda do Funil.
A inauguração do trecho carroçável da Estrada de Ferro Funilense, em 18 de setembro de 1899, mudou a ordem econômica do bairro São Bento. A Estação José Paulino atraiu vários comerciantes para o bairro e deu origem à Vila José Paulino, resultada do desenvolvimento do bairro São Bento. Ao redor da estação surgiu a rua do Comércio, rebatizada posteriormente como avenida José Paulino, e uma réplica da capela da fazenda São Bento, a Igreja São Bento, existente até os dias de hoje. Em 30 de novembro de 1944, através do Decreto-lei 14334, José Paulino foi elevado a distrito com o nome Paulínia.

### De distrito a município
Paulínia permaneceu durante vinte anos como distrito de Campinas. Durante esse período o desenvolvimento agrícola e industrial atingia toda a região, principalmente com a instalação da Rhodia na Fazenda São Francisco em 1942. Esse fato representou o aumento da arrecadação de impostos para Campinas. Em meados da década de 1950, um funcionário aposentado da Assembleia Legislativa de São Paulo, José Lozano Araújo, fundou a associação Amigos de Paulínia e iniciou um movimento pela emancipação de Paulínia. O movimento culminou com a realização de um plebiscito em 6 de novembro de 1963, que determinou a emancipação. Em 28 de fevereiro de 1964 foi publicada a Lei 8092, criando o município de Paulínia.
As primeiras eleições ocorreram em 7 de março de 1965, tendo sido eleito José Lozano Araújo. José Lozano fez grandes obras na cidade e foi o principal responsável pela instalação da Replan na cidade, pois doou o terreno e a isentou de impostos por vinte anos. A refinaria transformou Paulínia em um centro de atração populacional, passando de 6,9 mil habitantes em 1972 para 28.620 habitantes em 1973, triplicando o número de habitantes.

### Crescimento econômico

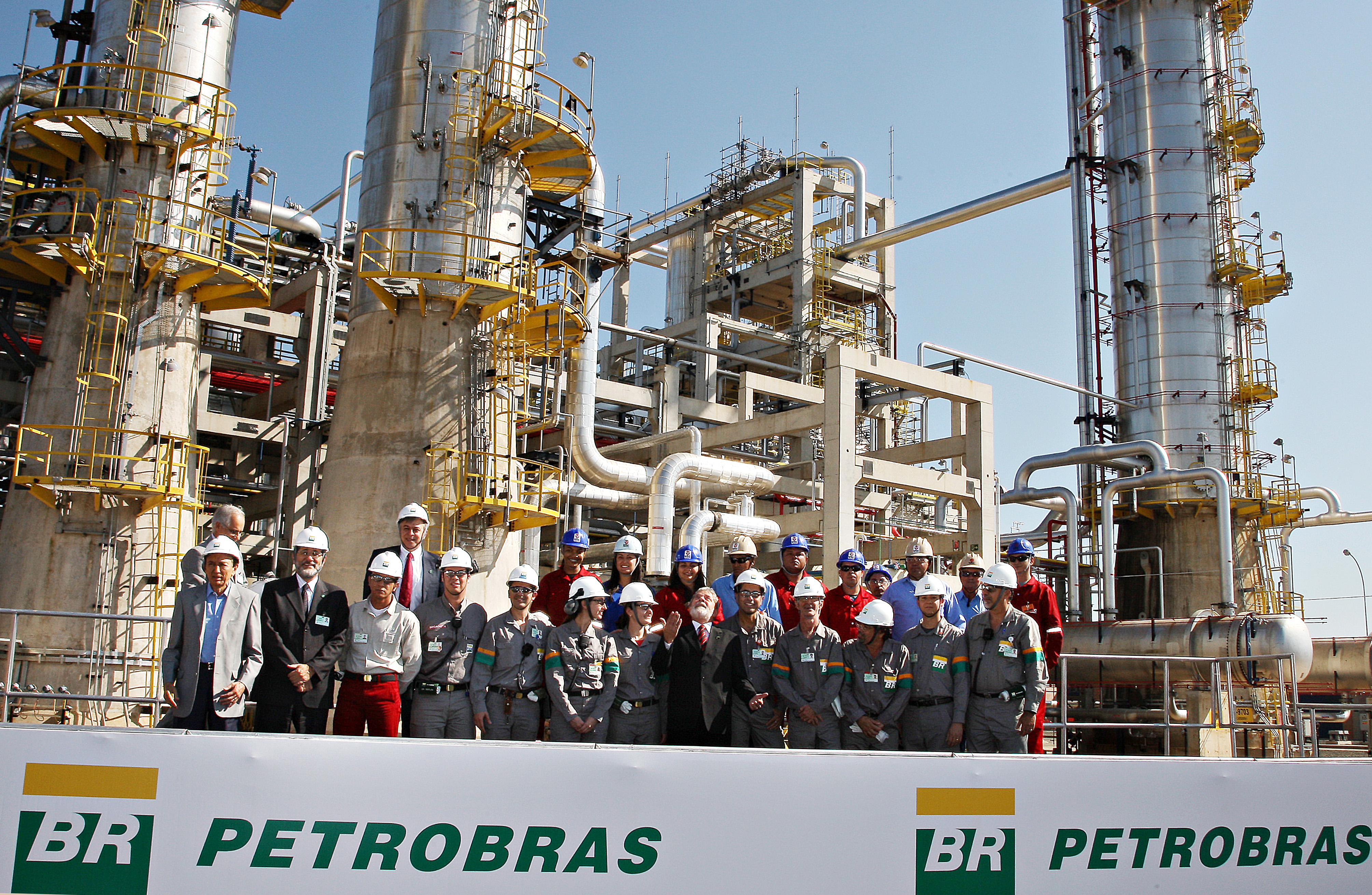
O então presidente Luiz Inácio Lula da Silva com operários na inauguração da Unidade de Propeno da REPLAN, em 2009.

A primeira unidade industrial a se instalar onde hoje é Paulínia foi a Rhodia, em 1942. Durante anos ela foi a principal indústria de Paulínia, sendo no início voltada para a produção agroindustrial e posteriormente transformada em indústria química. Em 1968, o general Arthur Duarte Candal Fonseca, presidente da Petrobras, anunciou a construção de uma refinaria de petróleo em Paulínia. As obras se iniciaram em 28 de fevereiro de 1969, no aniversário de cinco anos de emancipação, e a refinaria foi inaugurada em 12 de maio de 1972. Estavam presentes na cerimônia o presidente do Brasil, general Emílio Garrastazu Médici, o presidente da Petrobras, Ernesto Geisel e o chefe do gabinete militar da presidência, general João Batista de Oliveira Figueiredo.
A Replan atraiu milhares de imigrantes para Paulínia, além de outras empresas, que transformaram o município no maior complexo petroquímico da América Latina. As indústrias em Paulínia se concentram em dois pontos distintos: a região da REPLAN e o distrito de Betel, que conseqüentemente são as regiões mais ricas e poluídas de Paulínia.
Em 2005, a Braskem e a Petrobras Química S.A. – Petroquisa – constituíram a Petroquímica Paulínia S.A., joint venture que responsável pela operação de uma unidade industrial de polipropileno na região da Replan. Com capacidade inicial para produzir 300 mil toneladas por ano de polipropileno, e potencial para atingir 350 mil toneladas por ano, sua entrada em operação se deu em 2008.
No final de 2010, a empresa LG anunciou que construiria uma unidade industrial no município de Paulínia, em terreno doado pela prefeitura, que produziria eletrodomésticos da linha branca, como geladeiras, fogões, aparelhos de microondas, entre outros. A previsão para o início da construção era a partir de março de 2011, com conclusão em outubro do mesmo ano. A fábrica empregaria 4 mil funcionários, ultrapassando a Petrobras e tornando a maior empregadora de Paulínia. Entretanto, ao chegar o mês de outubro, as obras não haviam começado, provocando questionamentos dos vereadores à prefeitura. O projeto inicial previa um prédio com três pavimentos, mais adequado para a irregularidade do terreno. Entretanto, a matriz da LG solicitou mudança para um único pavimento, o que faria a empresa gastar R$ 30 milhões em terraplenagem. Então a LG solicitou à prefeitura a troca do terreno doado, fato que foi recusado pela inexistência de outro terreno com as mesmas medidas. Diante da recusa, a empresa solicitou à prefeitura o custeio da terraplenagem, que também foi recusado, pois o prefeito José Pavan Júnior considerou que a administração já havia gasto muito no projeto (o terreno doado foi avaliado em pelo menos R$ 100 milhões). A partir de então os contatos entre a empresa e a prefeitura diminuíram. A área doada voltará para a prefeitura caso as obras não se iniciem até o final de 2015.

### História recente

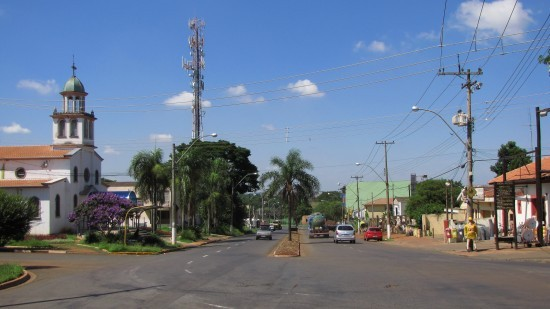
Região central de Betel, anexada em 1993.

A história recente de Paulínia é marcada por um grande desenvolvimento econômico, crescimento urbano e populacional. A partir da década de 1980, quando foi inaugurado o hospital municipal, muitas obras foram sendo realizadas para aumentar a capacidade de atendimento de alguns serviços. Em 1981, o então prefeito de Paulínia, Geraldo José Ballone, encaminhou para a câmara de vereadores um projeto de lei que criava o hospital municipal. Na época a cidade possuía cerca de 20.753 habitantes, mas a população não tinha um estabelecimento público de saúde na cidade que pudesse fazer exames e consultas.
Nos anos 1990, grandes obras foram realizadas em Paulínia, entre elas a construção de uma biblioteca virtual, onde os cidadãos têm acesso gratuito à internet, o sambódromo de Paulínia, que é o maior sambódromo coberto do país, além da melhoria dos sistemas viários da cidade.
O intenso crescimento urbano de Paulínia e cidades vizinhas provocaram o efeito da conurbação. Esse efeito é mais forte na divisa de Paulínia com Sumaré, entre os bairros Bom Retiro (Paulínia) e Maria Antônia (Sumaré), e na divisa com Campinas, entre os distritos de Betel e Barão Geraldo. Paulínia tem crescimento territorial relevante. Em 1993 anexou o distrito campineiro de Betel através de um plebiscito. Bairros e regiões como Granja Coavi, Parque dos Jequitibás e partes dos bairros São José, João Aranha e Marieta Dian, que ficam em Cosmópolis e Americana também tendem a serem anexadas por Paulínia.

## Geografia

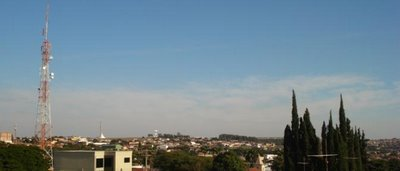
Vista panorâmica de Paulínia

A geografia de Paulínia é homogênea. O município conta com um relevo plano e uma vegetação atlântica. A área do município é de 141,72 km², representando 0,0509% do território paulista, 0,0353% da área da região Sudeste do Brasil e 0,0017% de todo o território brasileiro. Localiza-se na região centro-leste do estado de São Paulo, entre os rios Atibaia, Jaguari e os ribeirões do Quilombo e Anhumas, a 118 quilômetros de São Paulo por via asfáltica, e 98 quilômetros em linha reta. Localizada na Depressão Periférica Paulista, em São Paulo, faz divisa com Cosmópolis (ao norte), Campinas (a sudeste), Sumaré (ao sul), Nova Odessa (a sudoeste), Jaguariúna (a leste), Holambra (a nordeste) e Americana (a oeste). O perímetro urbano de Paulínia é de 137,61 km², o que equivale a 99% da área total.
Na Região Metropolitana de Campinas, Paulínia se localiza na área central, não fazendo divisa com municípios fora da região. Paulínia é divida geograficamente em duas regiões principais, a norte, onde se localiza a REPLAN e o bairro São José, e a sul, onde ficam o Paulínia Shopping e o Teatro Municipal de Paulínia, onde foi realizado o I Festival Paulínia de Cinema. Essas duas regiões são divididas pelo rio Atibaia. A posição de Paulínia era um problema para as antigas fazendas localizadas nessa área, que viam os rios como "barreiras naturais ao desenvolvimento" da região.

### Relevo e geologia

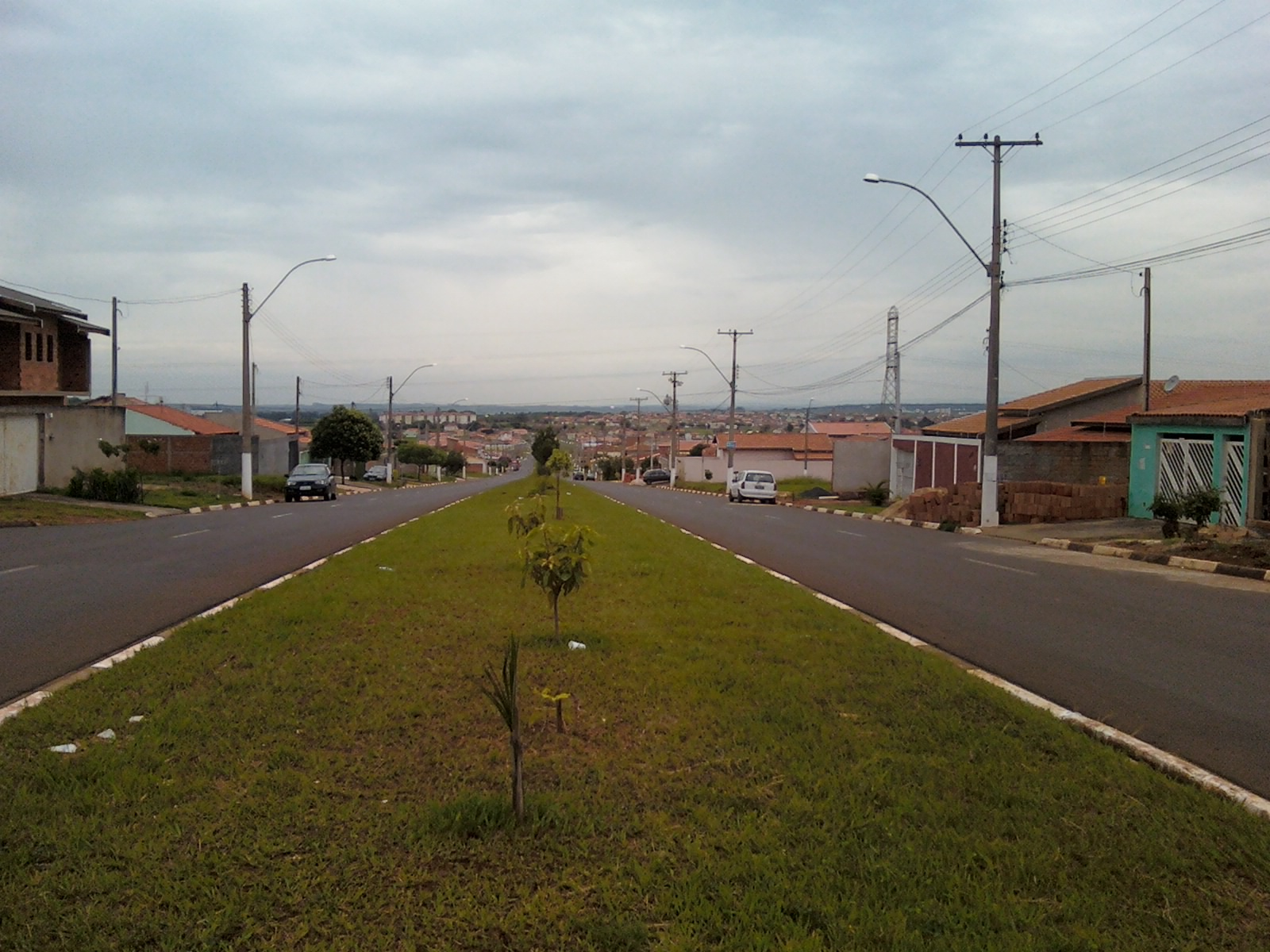
Vista do bairro Marieta Dian, um dos pontos elevados da cidade

Paulínia se localiza na chamada Depressão Periférica Paulista, formação entre os planaltos ocidental e atlântico (Serra do Mar e Serra da Mantiqueira). O território é homogêneo, registrando-se grandes variações de relevo apenas nos bairros Alto de Pinheiros, Vila Nunes, Marieta Dian, Santa Cecília e Tereza Zorzetto Vedovello. Os bairros mais altos de Paulínia se localizam nas regiões norte e leste da cidade, como os bairros Marieta Dian, São José e Parque das Indústrias.
O solo de Paulínia também é homogêneo, sendo de boa qualidade na maior parte da cidade. É característico por ter bastante húmus, o que facilita o desenvolvimento de plantações.
Na região dos rios Atibaia e Jaguari se localizam as menores altitudes da Depressão Periférica Paulista, entre 560 e 600 metros acima do nível do mar. Nessa região a morfologia caracteriza-se por amplas colinas com topos aplainados. Nessa região também aparecem as suas maiores espessuras, com a presença das fácies fluviais típicas de planícies inundáveis. Próximo a Paulínia, chegam a atingir cerca de 10 metros de espessura. Os diabásios são abundantes entre Paulínia e Campinas, e possuem granulação de fina a média.

### Hidrografia

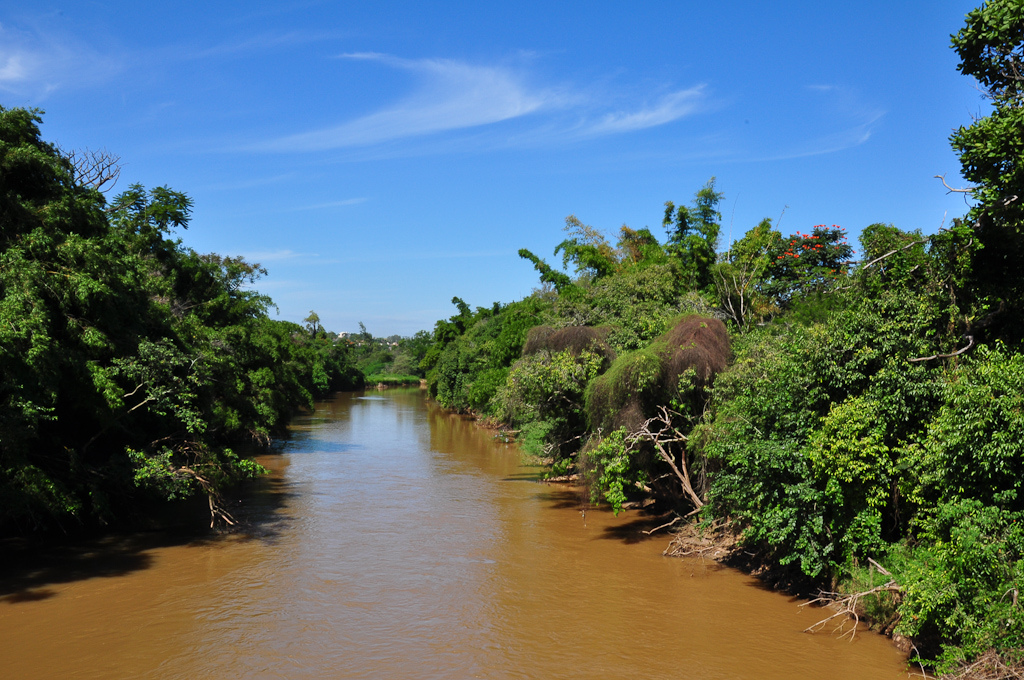
Trecho do rio Atibaia em Paulínia

Dois rios passam pela cidade de Paulínia: o rio Jaguari, que se localiza na divisa de Paulínia e Cosmópolis, e o rio Atibaia, que divide a cidade em duas partes e passa próximo ao centro. Sua nascente se localiza em Bom Jesus dos Perdões, resultado da junção dos rios Atibainha e Cachoeira. No município de Americana o rio é represado e a represa do Salto Grande, como é conhecida, estende-se até os bairros paulinenses do Parque da Represa e Balneário Tropical. O rio Jaguari nasce em Minas Gerais e recebe afluentes importantes, como o rio Camanducaia. No território paulista o rio é represado fazendo parte do sistema cantareira e em Americana se junta com o rio Atibaia e forma o rio Piracicaba.
Além desses rios, vários riachos e córregos estão presentes em Paulínia, destacando-se o ribeirão Quilombo, na divisa com Sumaré e o ribeirão Anhumas, na divisa com Campinas e Jaguariúna. Entre os córregos se destacam o do Jacaré e Jacarezinho, que são afluentes do Jaguari, Areião, Veadinho, e São Bento, afluentes do rio Atibaia, e os córregos Betel, Fazenda do Deserto e da Velosa (este último na divisa com Sumaré), afluentes do Ribeirão Quilombo. O município conta também com vários lagos e lagoas, sendo as principais a Santa Terezinha, Armando Ferreira, Jardim Botânico, José Maria Malavazzi e César Bierrembach.

### Clima
O município de Paulínia pertence à zona climática designada pela letra C, com o tipo climático Cwa, segundo a classificação climática de Köppen-Geiger, sendo o clima considerado tropical de altitude, com chuvas concentradas nos meses de verão, havendo uma diminuição em sua frequência no inverno, quando a umidade relativa do ar cai, especialmente durante o período da tarde, com índices abaixo de 30% ou mesmo próximos de 20%. Devido à pouca concentração de edifícios, a ocorrência de ilhas de calor é rara, por isso os termômetros permanecem abaixo da marca dos 40 °C em grande parte da cidade, mesmo nos meses mais quentes do ano.
Segundo dados do Centro Integrado de Informações Agrometeorológicas (CIIAGRO/SP), referentes ao período de dezembro de 1993 a janeiro de 2011 e a partir de fevereiro de 2016, a temperatura mínima absoluta registrada em Paulínia foi de 0 °C em junho de 1994, nos dias 26 e 27 de junho, e a maior alcançou 40,6 °C em 8 de outubro de 2020. Os maiores acumulado de chuva registrados em 24 horas, iguais ou superiores a 100 mm, foram 119,4 mm em 1 de dezembro de 2003, 118,6 mm em 17 de novembro de 2003 e 103,4 mm em 22 de dezembro de 2020.
| Dados climatológicos para Paulínia | Dados climatológicos para Paulínia | Dados climatológicos para Paulínia | Dados climatológicos para Paulínia | Dados climatológicos para Paulínia | Dados climatológicos para Paulínia | Dados climatológicos para Paulínia | Dados climatológicos para Paulínia | Dados climatológicos para Paulínia | Dados climatológicos para Paulínia | Dados climatológicos para Paulínia | Dados climatológicos para Paulínia | Dados climatológicos para Paulínia | Dados climatológicos para Paulínia |
| Mês | Jan                                | Fev                                | Mar                                | Abr                                | Mai                                | Jun                                | Jul                                | Ago                                | Set                                | Out                                | Nov                                | Dez                                | Ano                                |
| --- | ---------------------------------- | ---------------------------------- | ---------------------------------- | ---------------------------------- | ---------------------------------- | ---------------------------------- | ---------------------------------- | ---------------------------------- | ---------------------------------- | ---------------------------------- | ---------------------------------- | ---------------------------------- | ---------------------------------- |
| Temperatura máxima recorde (°C) | 36,8                               | 37,6                               | 35,7                               | 35,2                               | 32,9                               | 31,3                               | 32,5                               | 34,9                               | 38                                 | 40,6                               | 38,5                               | 36,7                               | 40,6                               |
| Temperatura máxima média (°C) | 30,3                               | 30,9                               | 30,7                               | 29,5                               | 26,2                               | 25,8                               | 26,2                               | 27,8                               | 29                                 | 30,1                               | 30,1                               | 30,5                               | 28,9                               |
| Temperatura média (°C) | 25,1                               | 25,3                               | 24,9                               | 23,2                               | 20                                 | 19                                 | 19                                 | 20,3                               | 22,2                               | 23,8                               | 24,1                               | 24,9                               | 22,6                               |
| Temperatura mínima média (°C) | 19,8                               | 19,7                               | 19,1                               | 17                                 | 13,7                               | 12,2                               | 11,9                               | 12,8                               | 15,4                               | 17,5                               | 18,1                               | 19,3                               | 16,4                               |
| Temperatura mínima recorde (°C) | 12,9                               | 14,5                               | 13,7                               | 6,6                                | 3,1                                | 0                                  | 0,2                                | 5,1                                | 3,9                                | 9,4                                | 11                                 | 12,1                               | 0                                  |
| Precipitação (mm) | 272,3                              | 185,7                              | 156,4                              | 57,6                               | 55,8                               | 40,4                               | 35,2                               | 28,8                               | 57,6                               | 109,8                              | 165,6                              | 216                                | 1 381,2                            |
| Fonte: Centro Integrado de Informações Agrometeorológicas (CIIAGRO/SP) (climatologia: 1993-2020; recordes de temperatura: 01/12/1993 a 17/01/2011 e 01/02/2016-presente) |                                    |                                    |                                    |                                    |                                    |                                    |                                    |                                    |                                    |                                    |                                    |                                    |                                    |

### Biodiversidade e áreas verdes

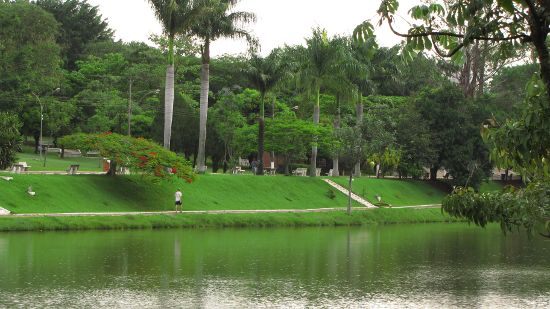
Parque Zeca Malavazzi, local com vegetação preservada.

A fauna de Paulínia apresenta espécies típicas da Mata atlântica e do cerrado, mas em alguns locais pode-se encontrar espécies de outros domínios. No minipantanal, que é uma área de transição entre os biomas, encontram-se espécies como frango-d'água-carijó, talha-mar, garça e ratões-do-banhado. Capivaras são encontradas em quase toda a margem do rio Atibaia, sendo comum na região de Campinas.
Paulínia é um município onde grande parte da paisagem original, originalmente coberta pela Mata Atlântica, foi modificada devido à ação humana. Atualmente as poucas áreas verdes originais são protegidas a fim de não desaparecerem. Para tanto, a prefeitura criou as áreas de preservação ambiental em recuperação, para recuperar áreas degradadas. As principais áreas onde a vegetação está intacta ou pouco alterada se localizam nas áreas dos bairros Cascata, Recanto dos Pássaros, Parque Brasil 500, Betel, Planalto e Monte Alegre. Outras áreas preservadas se encontram em áreas rurais ou desabitadas, como o Jardim Harmonia, regiões isoladas de Betel, zonas limítrofes e áreas do norte de Paulínia.
Várias áreas ambientais de Paulínia são pontos turísticos importantes, como o minipantanal e o Jardim Botânico, que é um dos mais respeitados do estado e do país.

### Problemas ambientais

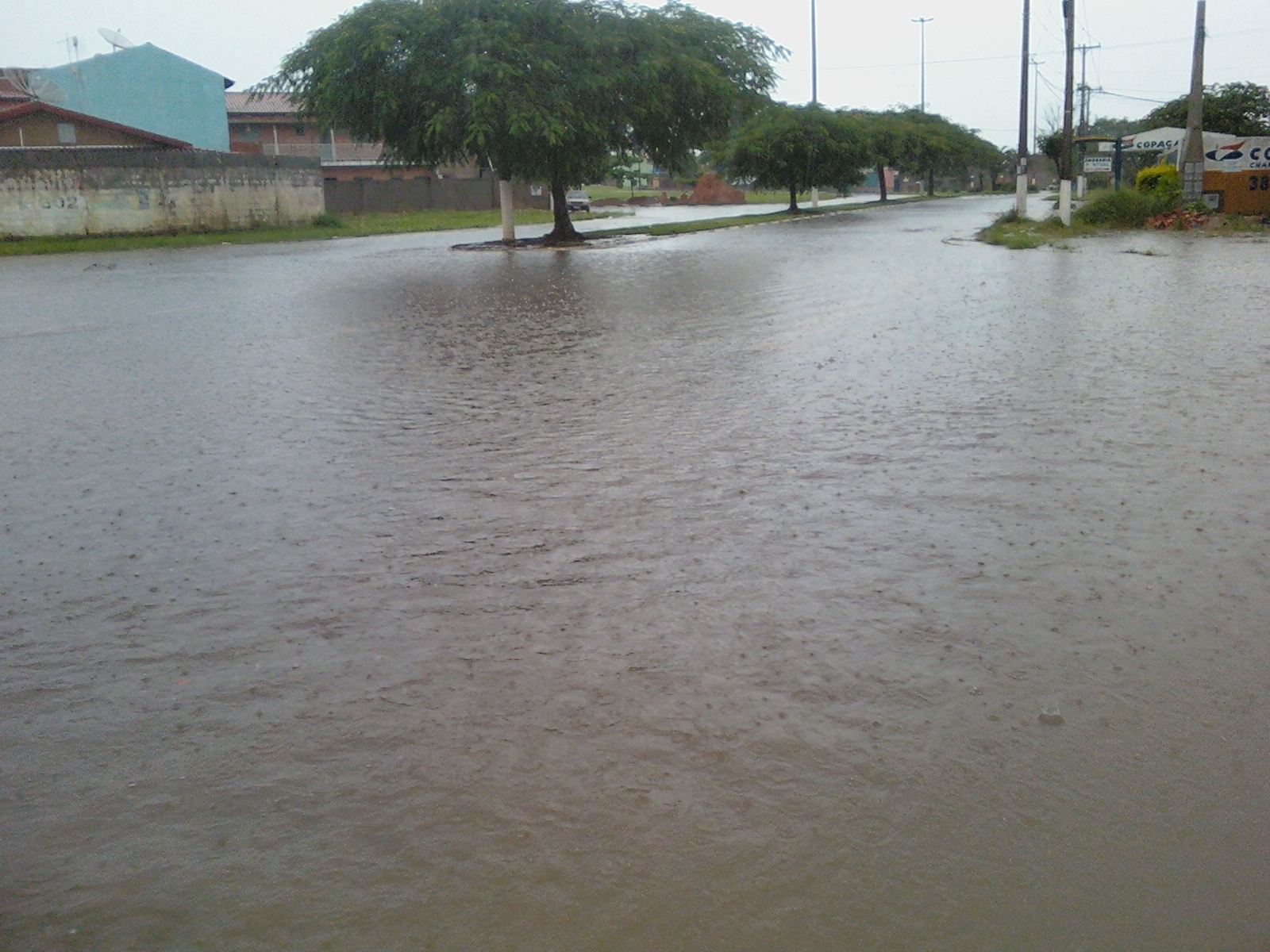
Enchente na Rua Dorcelino R da Cunha, no São José

Paulínia apresenta estresse ambiental, isto é, possui uma cobertura vegetal inferior a 5% da área do município, apresentando consequentemente maiores riscos de enchentes, assoreamento dos cursos de água, erosão e desaparecimento da fauna e da flora. Em eventos de chuvas intensas, várias ruas e avenidas de Paulínia sofrem com a inundação. Entre as regiões onde esse problema é constante, destacam-se as zonas baixas próximas à lagoa César Bierrembach nos bairros São José e João Aranha, na avenida José Paulino, no bairro Recanto dos Pássaros e Jardim Europa. Os problemas ocorrem principalmente devido à falta de bueiros e galerias para escoamento do excesso de águas, exceto no caso do Recanto dos Pássaros, que é atingido pelas cheias do Rio Atibaia.
A poluição do ar na cidade pelo ozônio é intensa, devido principalmente à grande quantidade de indústrias poluidoras, como a REPLAN, mas ao contrário do que é comumente dito, o município apresenta níveis normais de outros poluentes, como a concentração média horária de dióxido de nitrogênio (NO2), que foi de 87,8 ppb (partículas por bilhão) em 2002, sendo que o aceitável é de 170 ppb.
A cidade também sofre com a poluição hídrica que atinge alguns córregos da cidade. Os rios da cidade, principalmente o rio Atibaia, também são atingidos por contaminação com produtos químicos altamente nocivos à saúde, como em 1995, quando tornou-se pública a contaminação do rio Atibaia e do lençol freático próximo à área pela Shell, que devido às enchentes e ao fato de muitos moradores utilizarem poços, contaminou a população do bairro Recanto dos Pássaros, que foi obrigada a deixar o local. Atualmente ainda há problema com a contaminação causada pela Shell, realizando-se, por isso, esforços para que não ocorra um problema maior.
Alguns córregos em Paulínia, como o do Jacaré, correm o risco de desaparecerem devido a danos ambientais em suas nascentes. O córrego do Jacaré tem a sua nascente no canteiro central da avenida José Bordignon, próximo a um depósito de sucatas, e tem seus primeiros trechos cheios de lixo, que aos poucos podem comprometer também a lagoa César Bierrembach, que depende em grande parte desse córrego. O córrego Morro Alto, localizado no bairro de mesmo nome e afluente do rio Atibaia, desapareceu devido ao loteamento da área de sua nascente, onde foi criado o bairro Parque das Árvores.

## Demografia

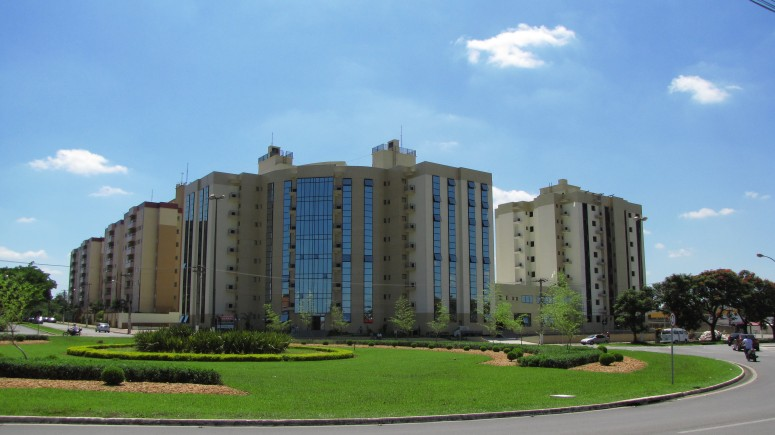
Edifícios residenciais e comerciais no bairro Morumbi.

A população do município em 2010 segundo o IBGE foi contada em 82.150 habitantes, sendo o 87° município mais populoso do estado, apresentando uma densidade populacional de 368,46 habitantes por km². Segundo o censo de 2010, 49,51% da população são homens e 50,49% mulheres, e 99,91% da população vive na zona urbana e 0,09% vive na zona rural. Segundo o Atlas do Desenvolvimento Humano no Brasil, a população de Paulínia equivale a 0,06% da população nacional, e segundo o IBGE, Paulínia possuía 50.566 eleitores em 2006. Paulínia teve um relevante crescimento populacional nos últimos anos, como pode-se verificar no gráfico abaixo.
O Índice de Desenvolvimento Humano Municipal (IDH-M) de Paulínia é considerado elevado pelo Programa das Nações Unidas para o Desenvolvimento (PNUD), sendo seu valor de 0,847. Considerando apenas a educação o valor do índice é de 0,924, enquanto o do Brasil é 0,849, o índice da longevidade é de 0,805 (o brasileiro é 0,638) e o de renda é de 0,811 (o do Brasil é 0,723). Paulínia possui a maioria dos indicadores elevados segundo o PNUD. A renda per capita é de 106.082,00 reais, a taxa de alfabetização é 93,93% e a expectativa de vida é de 73,30 anos. O coeficiente de Gini, que mede a desigualdade social, é de 0,39, sendo que 1,00 é o pior número e 0,00 é o melhor. A incidência da pobreza, medida pelo IBGE, é de 14,76% e a incidência da pobreza subjetiva é de 10,93%. Paulínia tem melhorado todos os seus indicadores nos últimos anos, mostrando que a melhoria na qualidade de vida vem aumentando. A população paulinense é composta de 71% de brancos, 22% de pardos, 5% de pretos e 2% de pessoas de outras etnias.
Dois problemas da cidade são o déficit habitacional e o déficit de vagas em creches. O déficit habitacional em Paulínia é de aproximadamente dez mil moradias. A administração municipal estuda vários projetos para viabilizar a construção de moradias populares e diminuir esse número, entre eles a construção de dois loteamentos nos bairros João Aranha e São Bento. Paulínia não possui favelas ou loteamentos clandestinos, mas possui um grande número de cortiços e algumas invasões, sendo que a maior delas localiza-se próximo ao loteamento Jardim Amélia Duarte Quintal, no bairro Saltinho, cujas família são oriundas de outra invasão, chamada Granja Coavi, localizada em terras cosmopolenses. O crescimento de tal invasão já está fazendo com que muitos meios a considerem um princípio de favela. Há também outra invasão na região sul da cidade, na fazenda Paraíso, que foi ocupada após a desapropriação do terreno pela prefeitura, que até hoje não realizou obras na área. Entretanto essa invasão pode desaparecer com a chegada da LG, que instalará uma unidade industrial em parte da fazenda. O problema de falta de vagas em creches também é grave, pois apesar de possuir 27 unidades, ainda há um déficit de 900 vagas. Duas creches seriam inauguradas em 2009, entretanto a construção de uma unidade no bairro Bom Retiro foi paralisada e privou o município de cerca de 300 vagas.
Evolução demográfica do município de Paulínia.

### Religião

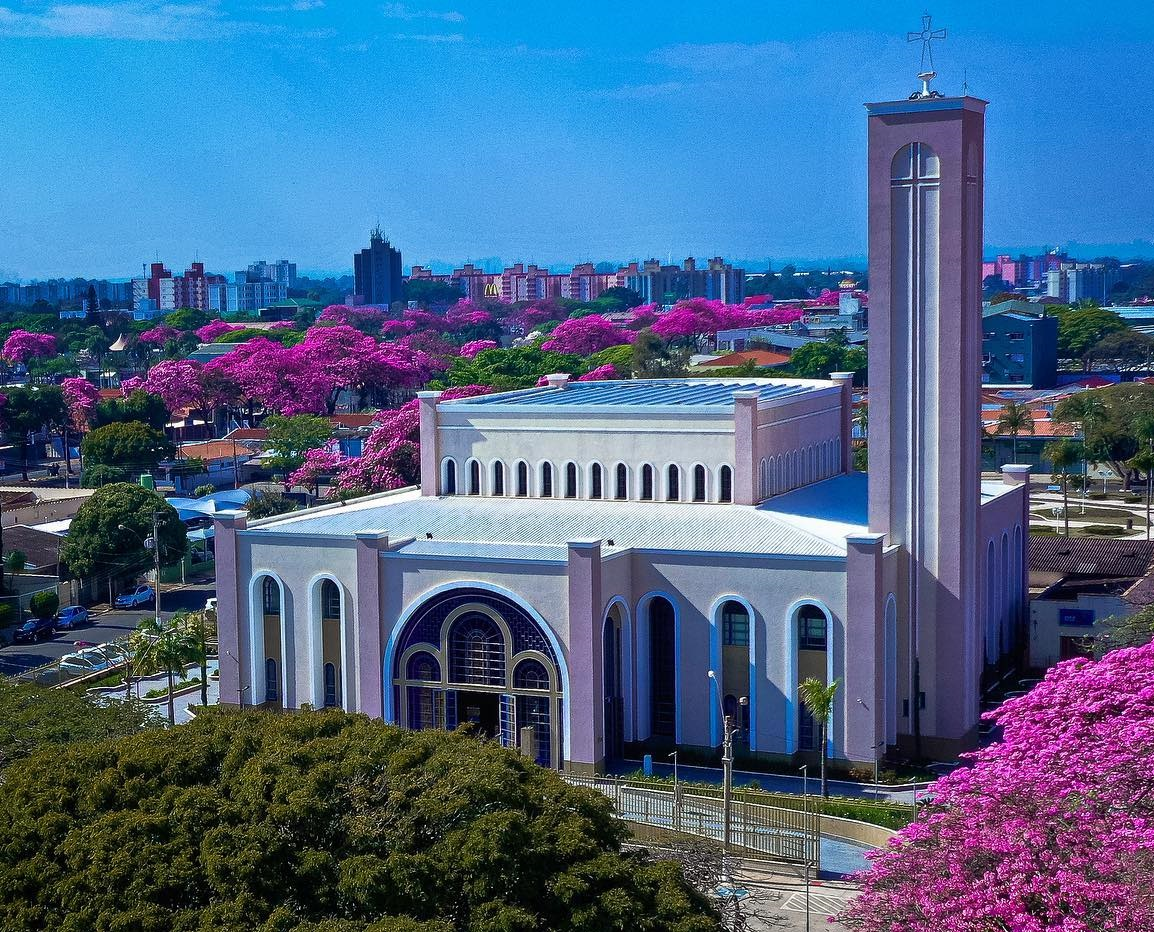
Paróquia Sagrado Coração de Jesus.

Na administração da Igreja Católica, o município é abrangido pela Arquidiocese de Campinas. Desde as suas origens Paulínia tem muita ligação com São Bento, santo a quem atribuem o poder de livrar as pessoas de picadas de cobras. Sempre houve muitas cobras na região de Paulínia e o santo foi a forma que as pessoas encontraram para se prevenir das picadas, fazendo uma oração simples: São Bento, livrai-me desse bicho peçonhento. O Santo era o padroeiro da localidade até 1922, quando Dom Paulo de Tarso Campos determinou Sagrado Coração de Jesus como padroeiro da paróquia, depois que o Cônego Samuel Fragoso organizou um grupo de orações a esse, na ocasião da chegada do padre Pedro Tomazini, primeiro pároco de Paulínia. Paulínia possui duas paróquias, que são a Sagrado Coração de Jesus e Nossa Senhora do Belo Ramo, e diversas comunidades, como São Judas Tadeu, Santa Luzia, entre outras.

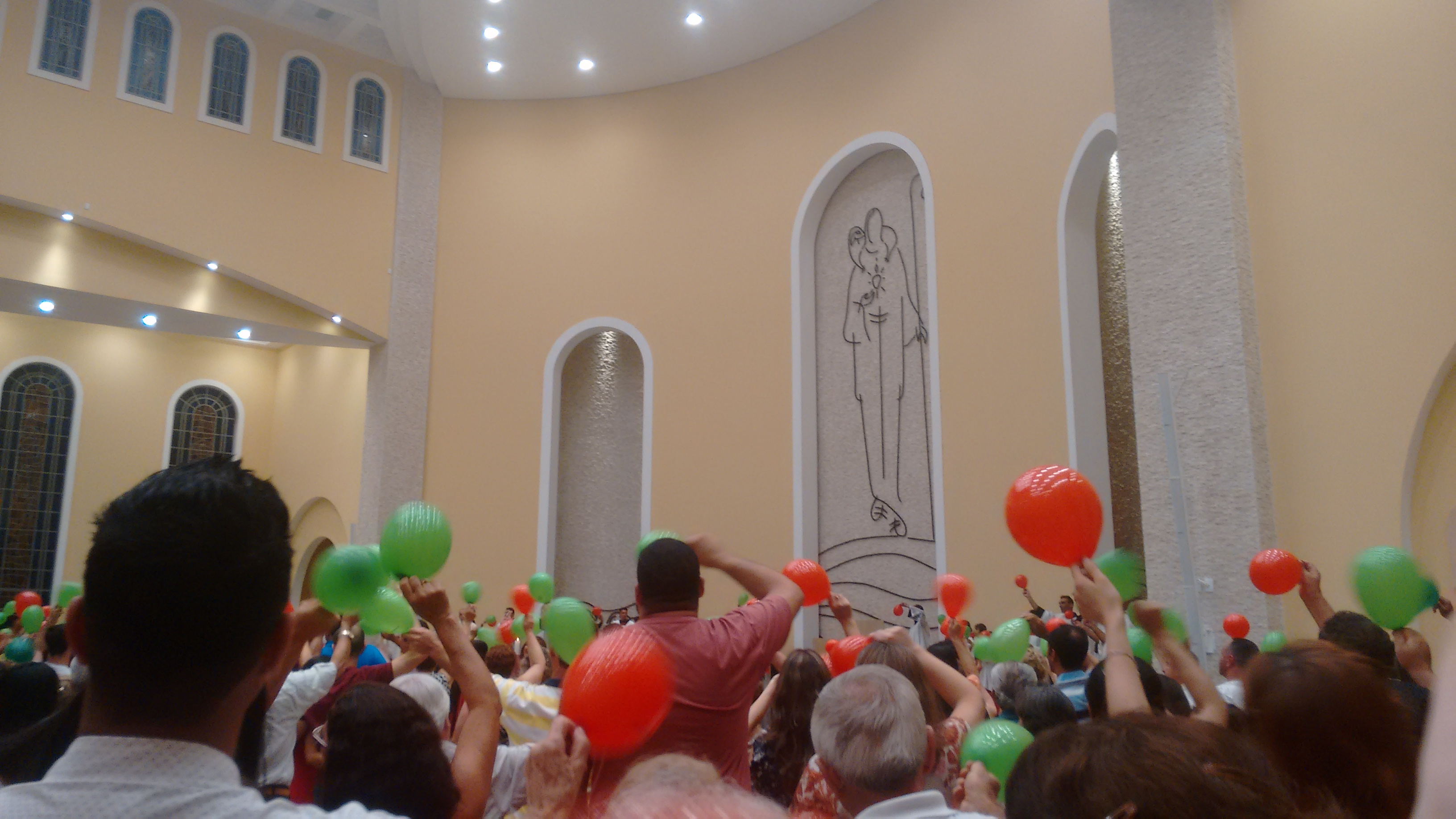
Imagem do interior da Igreja Matriz da cidade de Paulínia na Missa do Galo, no Natal do ano de 2017, após reformas.

A cidade possui os mais diversos credos protestantes ou reformados, como a Igreja Luterana, a Igreja Presbiteriana, a Igreja Metodista, a Igreja Batista, a Assembleia de Deus, a Igreja Universal do Reino de Deus, as Testemunhas de Jeová, entre outras. Atualmente vem crescendo o número de protestantes em Paulínia.
Entre outras religiões, se destacam em Paulínia em número de adeptos o Budismo, Testemunhas de Jeová e Igreja Messiânica Mundial, religiões que vem apresentando um pequeno crescimento nos últimos anos. Atualmente o município possui 36 807 católicos, 9 014 protestantes, 184 da messiânicos, 97 budistas, 388 testemunhas de Jeová, 2 913 não tem religião e 1 923 pessoas de outras religiões.

## Política

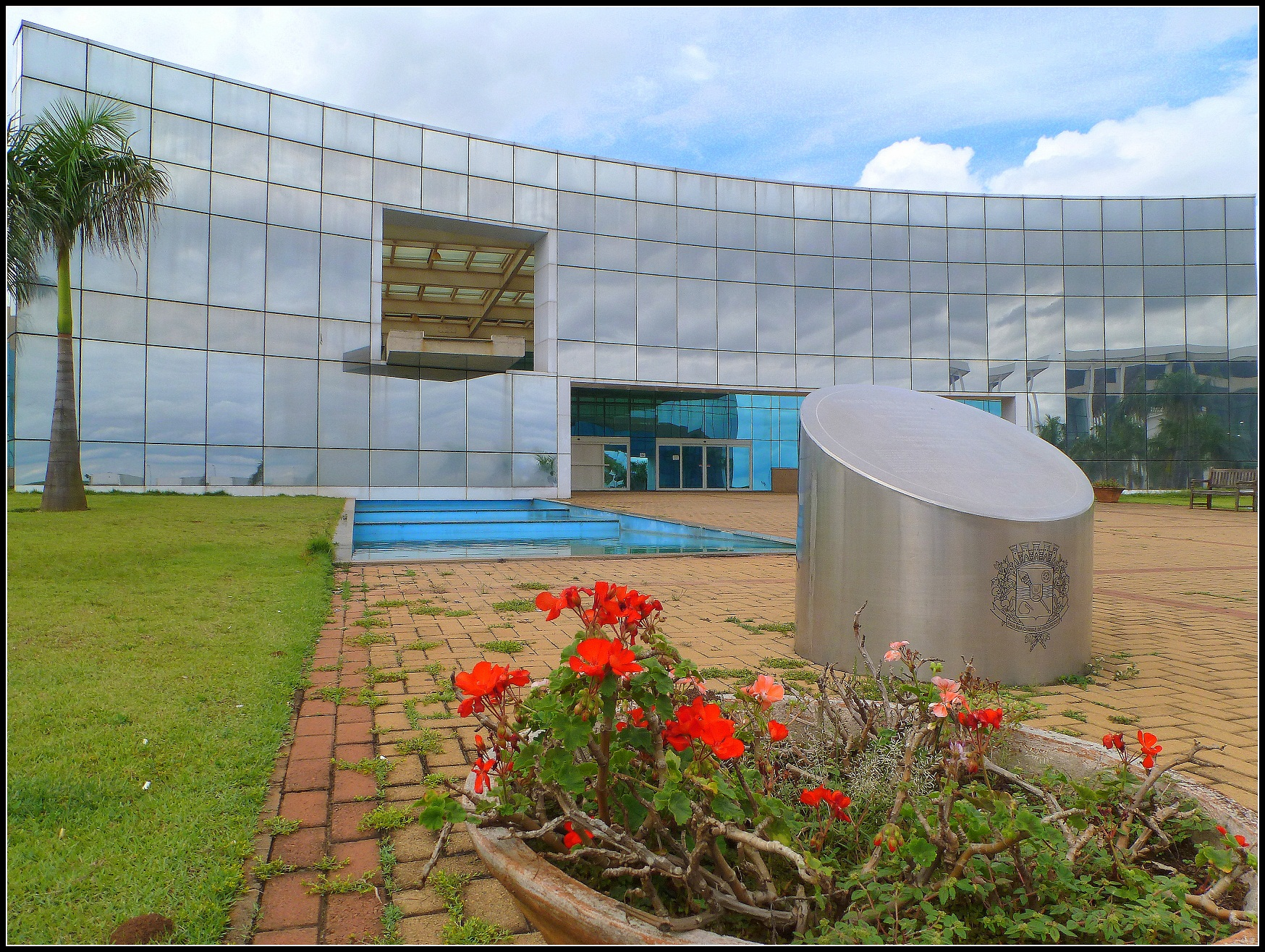
Sede da prefeitura de Paulínia

O poder executivo é representado pelo prefeito, auxiliado pelo seu gabinete de secretários, seguindo o modelo proposto pela Constituição Federal. O primeiro representante do poder executivo e prefeito do município foi José Lozano Araújo, eleito logo após a emancipação do município. Em treze mandatos, onze prefeitos passaram pela prefeitura de Paulínia. Nos últimos anos o cargo foi ocupado por Edson Moura, eleito em 2000 e reeleito em 2004. Em 2009 assumiu a prefeitura José Pavan Júnior (PSB), que foi cassado no dia 20 de julho do mesmo ano. Assumiu interinamente o presidente da Câmara, Marcos Roberto Bolonhezi, até o dia 22, quando Pavan retornou à prefeitura devido à suspensão da cassação.
A câmara de vereadores representa o poder legislativo. Sua bancada é formada por dez vereadores, e está composta da seguinte forma: duas cadeiras do PTdoB; duas cadeiras do PSB; duas cadeiras do Partido Progressista (PP); uma cadeira do Partido Trabalhista Brasileiro (PTB); uma cadeira do Partido Social Democrata Cristão (PSDC); uma cadeira do PCdoB e uma cadeira do Partido dos Trabalhadores (PT).
O poder judiciário é representado pelo Ministério Público de Paulínia e pelos fóruns, sendo que o Fórum Trabalhista "Desembargador Plínio Coelho Brandão", pertencente à 15ª Região, passou por uma reforma em 2008 com a ampliação da área total construída e das áreas das secretarias de duas varas trabalhista. Paulínia recebe também processos trabalhistas de Cosmópolis, sendo que em 2007 as varas receberam 2 573 novas ações, solucionando 2 402. Já o Ministério Público participou de várias ações contra a prefeitura e empresas, em casos como o da contaminação pela Shell ao bairro Recanto dos Pássaros e na construção do pedágio na Rodovia Professor Zeferino Vaz.«Ministério Público de Paulínia pede a suspensão da cobrança no pedágio do município». Wikinotícias. 18 de novembro de 2009. Consultado em 21 de fevereiro de 2010</ref> Paulínia está inserida na comarca de Campinas.

## Subdivisões

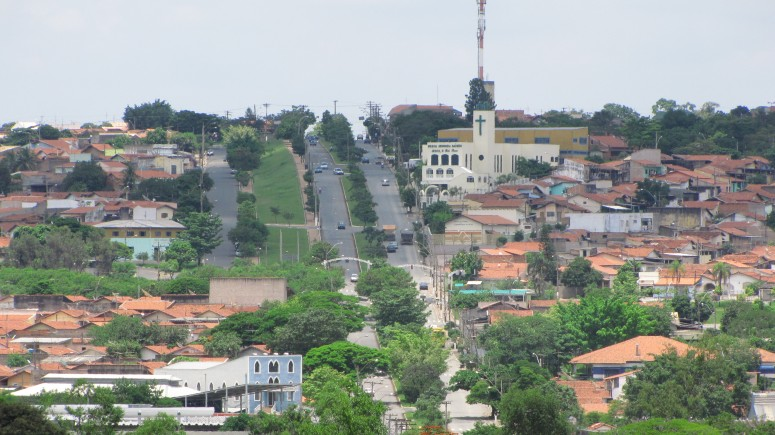
O bairro Monte Alegre, na região sul, é um dos mais antigos da cidade.

A primeira divisão de bairros de Paulínia foi estabelecida em 30 de outubro de 1979, pelo Decreto n° 1248/1979. Aquela divisão estabeleceu 21 bairros e perdurou até 1999. A atual divisão de bairros de Paulínia foi estabelecida pela Lei Municipal 2 229 de 21 de janeiro de 1999, com alterações feitas pela Lei 2 372 de 3 de abril de 2000 e pela Lei 3 008 de 31 de agosto de 2009. Essas Leis estabeleceram 38 bairros em Paulínia, mas elas não delimitaram loteamentos importantes, como o São José (que está na área do João Aranha) e Ouro Negro (localizado na área do Planalto), apesar da própria administração tratá-los como bairros.
Os bairros mais antigos de Paulínia são o João Aranha, Monte Alegre e os bairros centrais. Atualmente Paulínia é formada por 38 bairros, além de inúmeros loteamentos e pelo distrito de Betel. O município é dividido em 5 regiões principais que são divididas em 11 sub-regiões menores polarizadas por 17 bairros principais e englobando diversos bairros menores. O município conta com poucos bairros na zona rural, sendo os maiores o Recanto das Águas, Bela Vista II, Saltinho e São Bento. A maior parte dos bairros encontram-se na cidade, devido à urbanização que o município vem passando.

## Economia
| Exportações paulinenses | Exportações paulinenses | Exportações paulinenses |
| ----------------------- | ----------------------- | ----------------------- |
| Ano                     | Exportações (R$)        |                         |
| 2003                    | 166.065.926             |                         |
| 2004                    | 240.058.507             |                         |
| 2005                    | 345.316.502             |                         |
| 2006                    | 387.935.929             |                         |
| 2007                    | 460.190.677             |                         |
| 2008                    | 578.336.315             |                         |

Paulínia é a maior potência petroquímica da América Latina,. sendo sede da Replan, a maior refinaria da Petrobras e do Brasil, além de possuir inúmeros outros estabelecimentos e indústrias do ramo, representando empresas como Liquigás, Shell, Exxon, Bayer, Boehringer Ingelheim, Ipiranga (empresa), Rhodia, Braskem, White Martins, Air Liquide entre outras, que atraídas pela boa infra-estrutura e por vantagens da prefeitura, como a isenção ou diminuição de impostos municipais, se instalaram na cidade. O PIB per capita é bastante elevado, assim como seu Produto interno bruto, que é de R$ 6.734.450 mil, representando assim a 63ª cidade com PIB mais elevado do Brasil. Além do petróleo, Paulínia possui indústrias alimentares e mecânicas. Com o projeto Paulínia Magia do Cinema é previsto um aumento de empresas ligadas ao turismo e ao cinema. No município há 346 estabelecimentos industriais, 1679 comerciais e 1305 de serviços. O setor de serviços foi o que mais empregou em 2009, com 15 454 trabalhadores, seguido pela indústria, que empregou 9 020 pessoas. A força de trabalho formal em Paulínia era de 43.304 pessoas em 2001, a população em idade ativa era de 26 281 e o índice de potencial de consumo era de US$ 2.775,00 O município possui 3 011 unidades locais, segundo dados do IBGE de 2005. O orçamento estimado para 2011 é de R$ 892,1 milhões. Nos últimos anos o comércio exterior de Paulínia vem crescendo, como mostra a tabela acima.

### Setor primário
| Produção de Cana, Laranja e Milho (2007) | Produção de Cana, Laranja e Milho (2007) | Produção de Cana, Laranja e Milho (2007) |
| ---------------------------------------- | ---------------------------------------- | ---------------------------------------- |
| Produto                                  | Área colhida (Hectares)                  | Produção (Tonelada)                      |
| Cana-de-açúcar                           | 3.677                                    | 275.780                                  |
| Laranja                                  | 357                                      | 9.513                                    |
| Milho                                    | 40                                       | 144                                      |

A agricultura tem pouca importância em Paulínia. Se destacam as culturas de cana-de-açúcar, milho e laranja. As regiões norte-noroeste se destacavam pela grande produção de laranja, mas essa cultura vem perdendo espaço para o loteamento das terras da região, com a criação de bairros como São José e Marieta Dian. A cana-de-açúcar ainda é destaque na região sul, com grandes áreas produtoras. No total, Paulínia tem 380 propriedades agrícolas, mas a grande maioria delas são de pequeno porte.
Segundo o IBGE em 2006 Paulínia possuía um rebanho de 246 bovinos, 334 suínos, 95 equinos, 91 ovinos, e 292.490 aves, dentre estas 182.490 galinhas e 110.000 galos, frangos e pintainhos. Em 2006 a cidade produziu 150.000 litros de leite de 97 vacas. Foram produzidos 3,285 milhões de dúzias de ovos de galinha.
A lavoura permanente de Paulínia produz principalmente laranja (9.513 toneladas) e abacate (3.619 toneladas). Considerando a relação entre a área plantada e total colhido, se destacam a goiaba, que é produzida 45 mil quilos por hectare, e a tangerina, cujo rendimento é 46.500 quilos por hectare. O café, que foi muito importante no passado, perdeu importância e atualmente se produz apenas 32 toneladas.

### Setor secundário

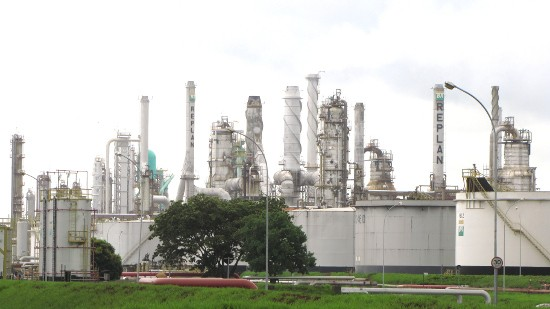
Vista das torres da unidade de produção de propeno, na REPLAN.

O setor secundário atualmente é a principal fonte geradora do Produto Interno Bruto paulinense. Representado principalmente pelas indústrias química e petroquímica, o setor secundário de Paulínia é conhecido pelo grande número de indústrias, especialmente multinacionais, a exemplo da estadunidense ExxonMobil e da neerlando-britânica Shell. O desenvolvimento industrial de Paulínia teve início com a instalação da Rhodia na Fazenda São Francisco, em 1942, quando Paulínia ainda pertencia à Campinas. Mas o principal acontecimento ocorreu depois da emancipação, com a inauguração da REPLAN em 1972, que transformou o município num grande produtor de petróleo refinado. O pólo industrial de Paulínia, formado por empresas como a Petrobras, dona da Replan, Fic, Grupo Ipiranga, Eucatex e Rhodia torna a cidade no maior pólo petroquímico da América Latina. Outras empresas se destacam como a Nutriara, do ramo de alimentos, Cargill e Purina, do ramo de alimentação animal, AsGa, do ramo de telecomunicações, entre outras.
A Replan é a maior refinaria da Petrobrás em termos de produção. Ela produz vários produtos, como asfalto, querosene e gasolina, e sua produção é escoada principalmente para o estado de São Paulo. Ela é responsável por cerca de doze bilhões de reais por ano em impostos pagos ao governo e pela alta renda per capita de Paulínia.
A indústria de Paulínia é a terceira maior geradora do PIB da Região Metropolitana de Campinas, menor apenas do que a da metrópole vizinha, Campinas, e da cidade de Sumaré. O setor industrial responde por quase 50% do PIB paulinense. Os derivados do petróleo representam os produtos mais produzidos em Paulínia, seguido de outros produtos químicos e de alimentos.

#### Polo petroquímico
Na região norte do município está instalado o maior polo industrial químico e petroquímico do Brasil. Centrado na Refinaria do Planalto Paulista, também se destacam empresas como Rhodia, a primeira do município, Shell, Ipiranga, ExxonMobil e a Braskem. O polo é responsável por boa parte dos empregos e do Produto Interno Bruto paulinense, sendo um dos principais motivos de atração de imigrantes para o município.

### Setor terciário

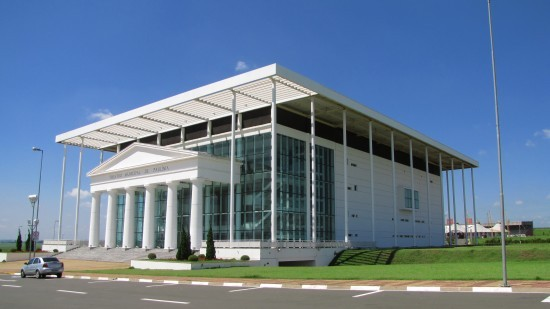
Theatro Municipal de Paulínia.

Nacionalmente, o comércio de Paulínia não possui destaque. No setor terciário, a cidade é conhecida por ter um grande pólo cinematográfico, construído através do projeto Paulínia Magia do Cinema e que já foi local de gravações de vários filmes, como o Menino da Porteira. O turismo também tem importância no município.
A avenida José Paulino, no centro de Paulínia, conta com importantes estabelecimentos comerciais, sendo grande parte deles filial de grandes redes nacionais. Outros centros comerciais importantes de Paulínia são os bairros Santa Cecília e Nova Paulínia, onde se localiza a rua Santa Cruz, sede de inúmeras clínicas médicas e outras lojas. O setor que mais emprega em Paulínia é o terciário, que no início de 2001 empregou 978 pessoas.
Em 2006 a administração municipal criou o projeto Paulínia Magia do Cinema, com os objetivos de aumentar o turismo e dinamizar a economia. Através desse projeto foi idealizado o Festival Paulínia de Cinema, Pólo Cinematográfico de Paulínia, Escola Magia do Cinema e a Paulínia Film Comission. No pólo já foram gravados vários filmes, como o Menino da Porteira e Topografia de um Desnudo. O pólo cinematográfico é resultado de um dos maiores investimentos em produção audiovisual do Brasil. Cerca de 550 milhões de reais provenientes da administração e de empresas já foram gastos com o projeto. O projeto Paulínia Magia do Cinema ganhou destaque na imprensa nacional devido ao tamanho dos investimentos.

#### Turismo

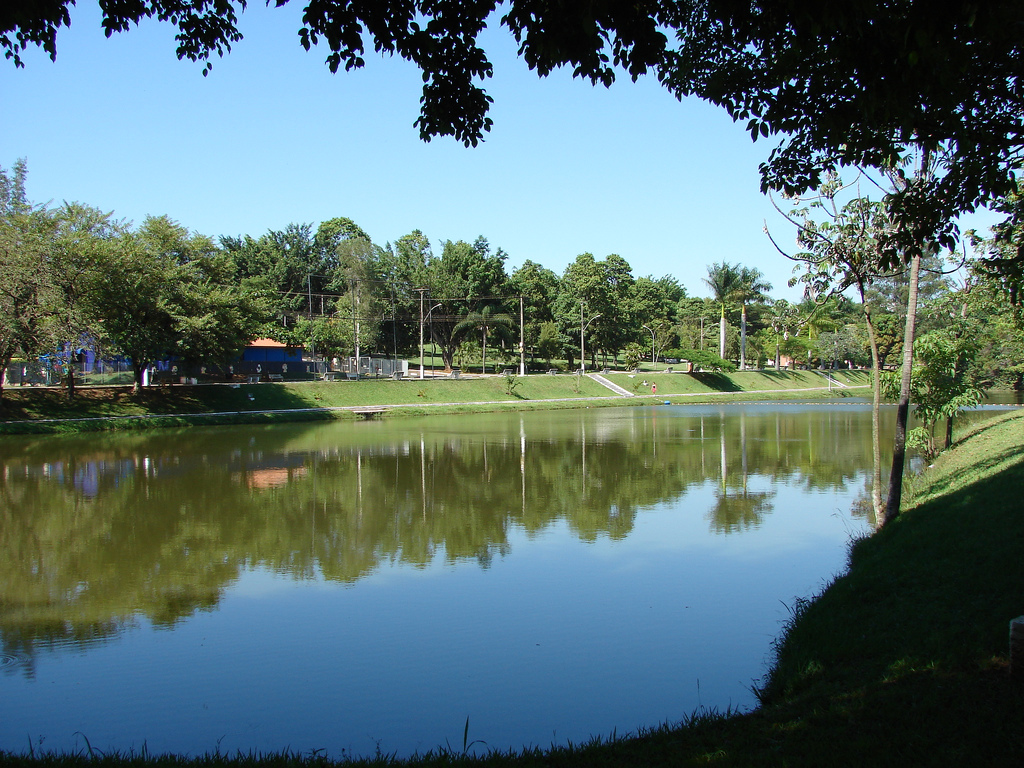
Parque José Maria Malavazzi, ou Zeca Malavazzi, um importante ponto turístico de Paulínia.

Paulínia possui bastantes atrativos turísticos. Entre os pontos turísticos naturais mais visitados estão o minipantanal, o parque ecológico e o Jardim Botânico Adelelmo Piva Júnior, que ainda mantém espécies animais e vegetais preservadas em seu habitat natural. A biblioteca virtual, onde a população tem acesso gratuito à internet, e o Teatro Municipal, parte do pólo cinematográfico de Paulínia, são outros pontos turísticos importantes.
São símbolos de Paulínia os portais que estão localizados nas entradas da cidade. Com estilos diferentes, eles são atrativos turísticos e têm postos da guarda municipal. Os principais são o Portal Medieval, o Colonial, o Futurista e o do Parque Brasil 500. As praças e rotatórias de Paulínia também são bastante visitadas graças a decoração feita com várias plantas coloridas, que formam desenhos de várias formas. A praça Paul Percy Harris é conhecida por ter o maior símbolo rotariano do mundo.
Outros pontos turísticos de Paulínia são a fonte Cidade Feliz, que fornece água mineral para a população, a pista de bicicross, onde são disputadas várias competições, como a Bicicross Américas, o parque Zeca Malavazzi, o Parque Brasil 500, o museu histórico, a igreja São Bento e a praça Sagrado Coração de Jesus.
O carnaval de Paulínia é considerado o maior da RMC e é muito apreciado por turistas, especialmente de cidades da Região Metropolitana de Campinas. As principais escolas são Hawaí 71, Ktoto, Unidos do João Aranha, entre outras. Os desfiles das escolas de samba são realizados no maior sambódromo coberto do Brasil.
Os eventos e pontos turísticos de Paulínia atraem muitos turistas todos os anos. Se destacam eventos como a Folia de Reis, a Paulitália, que é uma festa em homenagem aos imigrantes italianos em Paulínia, e o Natal das Luzes.

## Estrutura urbana

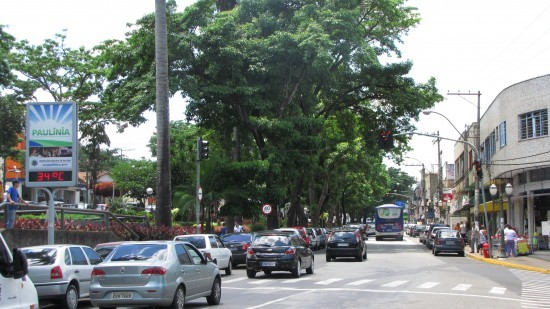
Avenida José Paulino, no centro de Paulínia.
Imagem: Júlio Boaro

Paulínia conta com uma grande infra-estrutura urbana. O serviço de água e esgoto de Paulínia é feito pela Sabesp - Saneamento Básico do Estado de São Paulo. A água consumida pelos habitantes de Paulínia é proveniente do rio Jaguari, na divisa com Cosmópolis, que passa por um tratamento na estação de tratamento de água do município. A cidade também conta com duas importantes fontes de água mineral, uma no bairro Cascata e outra no acesso ao centro da cidade.
A energia elétrica é fornecida pela empresa CPFL, que possui vários centros de distribuição em bairros como Cascata, Bela Vista e Santa Terezinha, além de uma subestação próxima à fazenda São Francisco. Além disso, há várias torres de transmissão, instaladas nos canteiros centrais e calçadas de algumas avenidas, como a Avenida José Padovani e Nelson Prosdócimo.
No município há dois cemitérios, que são o Cemitério Municipal, no centro, e o Cemitério das Palmeiras, no bairro Santa Terezinha, além de dois centros de distribuição dos correios.

### Segurança
Como na maioria dos municípios médios e grandes brasileiros, a criminalidade é um grave problema em Paulínia. Em 2006 a taxa de homicídios no município foi de 8,6, apresentando uma queda de 39% em relação à taxa de 2002, que era de 22,1. Em números absolutos, a média de homicídios na década de 2000 foi de 10,33 homicídios por ano. A taxa de óbitos por arma de fogo, após apresentar um crescimento entre 2002 e 2004, começou a baixar em 2005, sendo de 7,2 em 2006. O número de homicídios dolosos e latrocínios cresceu 2,8 % de 1999 para 2004, e o número de mortes por agressão subiu 105,7 % no mesmo período.
O tráfico de drogas também está presente, e uma preocupação recente é o crack. Com a pulverização da cracolândia, em São Paulo, muitos usuários se dirigiram a cidades do interior, como Paulínia. Atualmente locais como os bairros Morro Alto e Marieta Dian, além da Rua São Bento, possuem pontos de venda e consumo da droga. Outro crime muito comum é o furto (roubo sem violência). No primeiro semestre de 2012 Paulínia foi o município da Região Metropolitana de Campinas com mais casos, em relação à população. Foram 90 casos por 10 000 habitantes.
Paulínia possui uma delegacia de polícia localizada no bairro Santa Cecília, e que atualmente tem como delegado o senhor Sandro Montanari. Também há na cidade dois postos comunitários da guarda municipal, um no bairro João Aranha e outro em Betel. Os portais da cidade contam com um posto da guarda cada um, a fim de patrulhar as entradas e saídas da cidade, mas vem sendo alvo de críticas por não contar com guardas municipais em muitas ocasiões.
Ocorrências de homicídios dolosos por ano a cada 100 mil habitantes.

### Educação
Paulínia conta com escolas em todas as regiões do município. Devido à intensa urbanização, os habitantes da zona rural têm fácil acesso a escolas em bairros urbanos próximos. A educação nas escolas municipais tem um nível superior ao das escolas estaduais, mas a prefeitura está criando estudos para tornar a educação pública estadual melhor, de modo a conseguir melhores resultados no IDEB.
Paulínia possui 25 escolas de ensino fundamental, médio e supletivo, além de 12 escolas de ensino pré-escolar. Destacam-se em Paulínia as escolas técnicas ETEP e CEMEP. Esta última é considerada a melhor escola de Paulínia e oferece cursos de informática, hardware, programação e ensino médio.
Em 2007 foram realizadas 12.037 matrículas no ensino fundamental, 3188 matrículas no ensino médio, 1380 no ensino superior e 3292 em pré-escolas. Foram 29 docentes no ensino superior em 2007.
Paulínia possui uma instituição de ensino superior, a Faculdade de Paulínia, que é particular. A cidade também conta com um centro de pesquisas da Unicamp, o Centro Pluridisciplinar de Pesquisas Químicas, Biológicas e Agrícolas (CPQBA) (Centro de Pluridisciplinar de Pesquisas Químicas, Biológicas e Agrícolas), localizado no distrito de Betel.
Conforme dados de 2020, apresentados pelo INEP, o município possui a maior remuneração média de professores de todo o Brasil.
| Pessoas com 10 ou mais anos sem instrução ou com menos de um ano de estudo | 4,5 %  |
| Pessoas com 10 ou mais anos de idade com 1 a três anos de estudo           | 14,6 % |
| Pessoas com 10 ou mais anos de idade com 4 a sete anos de estudo           | 55,6 % |
| Pessoas com 10 ou mais anos de idade com 8 a dez anos de estudo            | 13 %   |
| Pessoas com 10 ou mais anos de idade com 11 a quatorze anos de estudo      | 10,5 % |
| Pessoas com 10 ou mais anos de idade com quinze anos ou mais de estudo     | 1,7 %  |

### Saúde

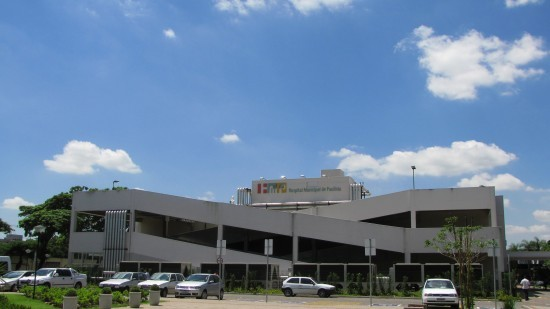
Vista externa do Hospital Municipal de Paulínia "Vereador Antônio Orlando Navarro", depois de passar por uma reforma.

Paulínia possui 20 estabelecimentos de saúde, sendo 14 deles públicos, entre hospitais, pronto socorro, postos de saúde e serviços odontológicos. A cidade possui 106 leitos para internação em estabelecimentos de saúde, sendo 83 públicos e 23 privados. Há também o CETREIM (Centro de Terapia e Reabilitação Integrada Municipal) e o Centro de Saúde preventivo, sendo classificado pelo SEADE como o 6° melhor da região de Governo.
Até o início do ano 2000 Paulínia contava com poucas unidades de saúde públicas, sendo o hospital municipal, um pequeno posto de saúde no bairro João Aranha e outro no Nova Paulínia os únicos existentes. A partir desse ano começaram a ser construídas novas unidades devido ao crescimento da cidade, já que as originais não estavam suportando a quantidade de atendimentos.
O hospital municipal de Paulínia foi construído no início dos anos 80 e passou pela primeira grande reforma estrutural em 2008, quando se ampliou a área do hospital, o que possibilitou o aumento da capacidade e conseqüentemente dos atendimentos. Logo depois foi iniciada outras etapas da reforma, que consiste na construção de um heliponto para facilitar o transporte de pacientes em grave estado para hospitais maiores, como o Hospital das Clínicas da Unicamp.

### Comunicações
Paulínia possui muitos meios de comunicação, destacando-se os jornais. Os mais tradicionais são o Jornal de Paulínia, criado na década de 1960, pelo jornalista Carlos Tontoli; o Correio Paulinense, criado por Mizael Marcelly. O Cromo, jornal Agora Paulínia de Alexandre Mane e o Tribuna de Paulínia. Muitos jornais de Paulínia circulam também em Cosmópolis e Artur Nogueira. Circulam no município também os jornais Notícia Já, Correio Popular, Folha de S.Paulo, O Estado de S. Paulo, Agora, Todo Dia, entre outros. Há quatro rádios na cidade: Rádio Paulínia FM, Matriz FM, Rádio A Mais FM e Rádio Canção Nova AM.
O sistema de telefones automáticos foi inaugurado na cidade em 1973 pela Telecomunicações de São Paulo (TELESP), que também implantou o sistema de discagem direta à distância (DDD) em 1976 com o código de área (0192). Anteriormente a cidade era atendida pela Companhia Telefônica Brasileira (CTB). Na década de 90 o código DDD da cidade foi alterado para (019), para padronização do sistema telefônico com a telefonia celular que estava sendo implantada em todo o estado.
As operadoras Vivo, TIM e Claro oferecem serviço telefônico móvel. O DDD de Paulínia é 19 e desde o início de 2009, Paulínia é servida pela portabilidade, assim como outras 72 cidades de DDD 19 e o Código de Endereçamento Postal (CEP) vai de 13140-001 a 13149-999. A portabilidade é um serviço que possibilita a troca da operadora sem a necessidade de se trocar o número do aparelho. Ainda há serviços de internet discada e banda larga (ADSL e via rádio) sendo oferecido por vários provedores.

### Transportes
Paulínia tem uma boa malha rodoferroviária que a liga a várias cidades do interior paulista e até a capital. Paulínia fica próxima do Aeroporto Internacional de Viracopos (IATA: VCP - ICAO: SBKP), um dos maiores do país, e tem acesso a rodovias de importância estadual e até nacional através de rodovias vicinais pavimentadas e com pista dupla, como a rodovia Prefeito José Lozano Araújo. Atualmente a frota de veículos em Paulínia é de 24.448 automóveis, 1468 caminhões, 1065 caminhões-tratores, 1970 caminhonetes, 5710 motos, 227 ônibus e apenas 9 tratores agrícolas. As rodovias Anhanguera, Bandeirantes e Dom Pedro I não passam pela área do município de Paulínia, mas são acessíveis facilmente através de rodovias vicinais, além da rodovia SP-332 que é estadual.
As avenidas duplicadas e pavimentadas melhoram o trânsito da cidade e algumas avenidas na periferia desafogam o trânsito no centro da cidade. O trânsito na avenida principal da cidade estava sendo prejudicado pelo crescimento no número de veículos de Paulínia, o que obrigou a administração a melhorar o sistema de vias públicas para evitar a sobrecarga de veículos no centro da cidade. Entretanto, o fato de a região norte, separada das outras regiões pelo rio Atibaia, ser ligada à essas apenas por uma ponte, entre a avenida José Paulino e a PLN 339, já começa a causar congestionamentos nessas últimas e em outras vias afluentes, como a rua São Bento e a rua João Franco Cunha. Por isso já estão sendo analisados projetos de construção de outra ligação entre o norte e as outras regiões.

###### Transporte aeroviário
Paulínia não conta com aeroportos comerciais em seu território, entretanto, o Aeroporto de Viracopos encontra-se no município de Campinas, a 31 km do centro de Paulínia, na mesma Região Metropolitana de Campinas, atendendo a toda região com voos diários para São Paulo e outros destinos. Além de Viracopos, localiza-se a cerca de 9 km da cidade o Aeroporto Campo dos Amarais, localizado também em Campinas.

###### Vias públicas
Em Paulínia há um sistema de vias públicas que possibilita o acesso a outras cidades e rodovias sem ter de passar pelo centro da cidade. Devido aos problemas que a avenida José Paulino, no centro da cidade, estava enfrentando com o excesso de veículos, foram construídas avenidas na periferia que ligam os bairros a outros bairros e rodovias, como a avenida Oswaldo Piva, avenida Roma e avenida dos Expedicionários. Com a concessão da rodovia SP-332 e a possível instalação de um pedágio na mesma, há a possibilidade de o centro ser utilizado como rota de fuga, o que faria retornar os problemas de trânsito.
As avenidas de Paulínia têm como característica a grande arborização, principalmente as avenidas José Paulino e João Aranha. Com a arborização dessas avenidas a administração objetivava a melhora da qualidade do ar das principais regiões da cidade e o aumento de turismo ecológico na cidade.

###### Rodovias

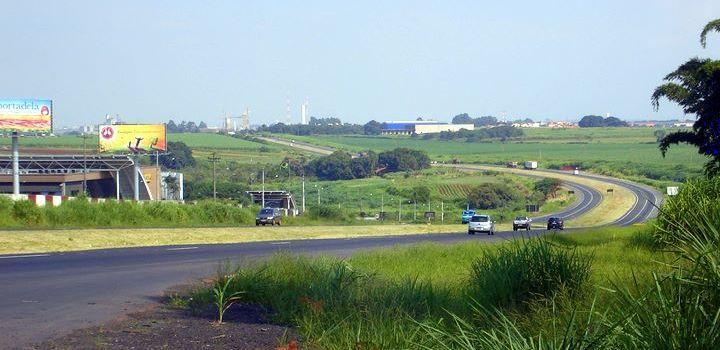
Vista da SP-332, a única rodovia estadual que passa pelo município.

O principal acesso a outras cidades em Paulínia é a SP-332, ou rodovia Professor Zeferino Vaz, que a liga a Campinas e Cosmópolis, e também à rodovia Dom Pedro I. Outro acesso externo de Paulínia é feito pela rodovia Doutor Roberto Moreira, que liga a cidade a Barão Geraldo. A rodovia Prefeito José Lozano Araújo liga Paulínia às cidades de Sumaré e Hortolândia, e às rodovias Anhanguera e Bandeirantes. Outras saídas de Paulínia são a PLN 311, localizada no bairro São José e que liga a Cosmópolis e Americana, a PLN 313, que atravessa os bairros João Aranha, Viacava, Marieta Dian e Recanto das Águas, e que também dá acesso a Americana e Cosmópolis, etc. A maioria das avenidas de Paulínia são duplicadas e a maioria dos bairros possui ruas pavimentadas, inclusive algumas estradas rurais. Paulínia possui o Complexo Viário PLN 110, que dá acesso a várias rodovias e avenidas da cidade.

###### Transporte coletivo
Paulínia possui cerca de 15 linhas de ônibus circulares que levam a todos os bairros da cidade. A prefeitura subsidia 56% do valor da tarifa do ônibus circular, o que equivale a R$ 1,00. Os principais problemas no transporte coletivo de Paulínia são a demora dos ônibus e a lotação, resultados de um grande número de usuários e o pequeno número de veículos circulantes na cidade.

###### Transporte ferroviário

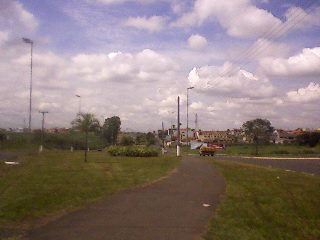
Ciclovia na avenida João Aranha, no bairro de mesmo nome.

Atualmente Paulínia é atravessada por uma estrada de ferro, que liga a Replan a outras regiões importantes. Essa ferrovia faz parte do sistema ferroviário da FEPASA, e próximo à Rodovia Doutor Roberto Moreira ela se divide, sendo que uma parte vai em direção a Jaguariúna e outra segue em direção à REPLAN e Cosmópolis. Uma parceria entre as empresas ALL e Katoen Natie construiu uma ferrovia que liga Paulínia ao Porto de Santos que facilita o transporte de contêineres a partir de Paulínia.

###### Ciclovias
Até meados da década de 1990 Paulínia não tinha ciclovia. Nesse período foi construída uma ciclovia nos canteiros centrais das Avenidas João Aranha, Fausto Pietrobom e Paulista, com cerca de 4,5 km de extensão. Posteriormente foi construída uma ciclovia no canteiro central da Avenida Antônio Batista Piva, medindo pouco mais de 1 km de extensão. Também há vias para pedestres e ciclistas na calçada da avenida Duque de Caxias, avenida José Paulino e na avenida José Lozano Araújo.

## Cultura e lazer

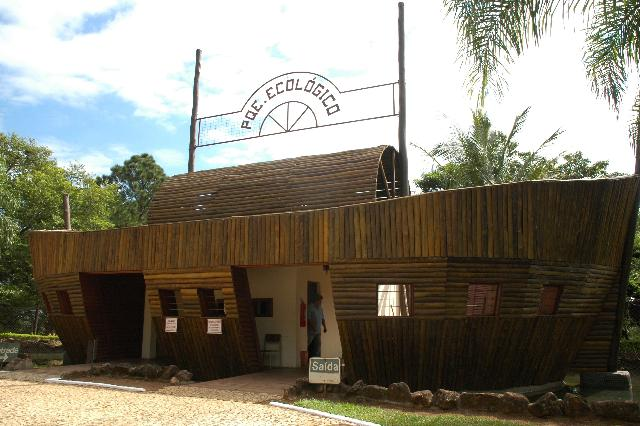
Parque Ecológico de Paulínia Armando Müller.

Entre os principais pontos de lazer de Paulínia se destacam a praça São Bento, a avenida José Paulino e a praça Sagrado Coração de Jesus, local onde ocorrem vários eventos durante o ano.
O parque ecológico municipal de Paulínia Armando Müller, localizado na região central da cidade, foi utilizado pela população para lazer e recreação antes de seu abandono. As pessoas o utilizavam para fazer piquenique e apreciar a natureza, pois o parque continha várias espécies animais e vegetais. O grande número de plantas e árvores no local renderam a ele o apelido de "bosquinho". Ocupando uma área de 65 000m² e dividido em vários ecossistemas, o parque possuía um total de 398 espécies, sendo 240 silvestres, 41 exóticos e 117 domésticos.
Outra escolha de lazer e cultura abandonada é representada pelo Teatro Municipal de Paulínia, inaugurado em 4 de julho de 2008, construído para receber, além de peças teatrais, eventos relacionados ao cinema, apresentação de danças, além de outros espetáculos. O teatro também foi palco do Paulínia Magia do Cinema, um dos principais eventos do município.

### Culinária
No cardápio paulinense, assim como em grande parte do estado, é comum encontrar o arroz e feijão, a base das refeições, e como acompanhamento, bife, frango, linguiça, carne moída e salada de alface e tomate. Paulínia, devido ao seu passado histórico, tem influência da culinária italiana, com a presença de pizza, macarrão, molhos, etc. Além desses pratos, é muito popular no município a chamada comida caipira, conjunto de pratos típicos do interior de São Paulo. Desse tipo, destacam-se principalmente vários tipos de farofas, frango caipira e pamonha. Também são populares a garapa, a paçoca de amendoim e, mais recentemente, os chamados pratos rápidos, que vêm conquistando cada vez mais espaço no país. Em Campinas ocorre o Festival Gastronômico de Campinas, que reúne restaurantes do município e da região com a preparação de inúmeros pratos típicos locais.

### Artes
Destaca-se na arte paulinense o fato da cidade ser a terra natal de Agostinho Batista de Freitas, pintor naïf que caracterizava-se por pintar paisagens urbanas, e que chegou a se apresentar na Bienal de Veneza em 1961. Ademais, o município não possui uma arte de importância nacional, com exceção das artes cênicas. O principal evento artístico ocorrido no município é a Expo Art, evento realizado anualmente desde 2008, que objetiva a divulgação de artistas paulinenses.
No município há um programa destinado a fomentar a arte no município chamado Espaço Ação & Arte. O programa coordenado pelo Centro de Ação Comunitária de Paulínia (CACO) tem o objetivo de qualificar pessoas, gerando trabalho e renda através da valorização de atividades artísticas. A principal ação do programa são as oficinas de artesanato, que promove a aprendizagem de técnicas artesanais, como pintura de tecido, bordado e tricô.

### Literatura e artes cênicas
Paulínia possui pouca tradição em literatura e artes cênicas, mas apesar disso, com o advento do projeto Paulínia Magia do Cinema, essas manifestações artísticas passaram a ser mais incentivadas pela administração. Em 2009 houve a realização do Processo de Análise e Mérito de Obtenção do Atestado de Capacitação Profissional do SATED/SP, que qualificou 27 profissionais de artes cênicas, sendo o maior registrado no interior de São Paulo até aquela data. No mesmo ano ocorreu na cidade a Virada Cultural Paulista, cujo destaque nas artes cênicas coube a um musical infantil da própria cidade.
Algumas instituições artísticas que se destacam no município são o Ceart-Centro de Artes de Paulínia e o Espaço Cultura (Escola Magia do Cinema). O primeiro é um grupo de teatro que realiza musicais como Os Saltimbancos, Para Viver um Grande Amor (com poemas do livro homônimo de Vinicius de Moraes) e Roda Viva. O grupo é formado por atores de Paulínia e seu elenco interpreta e canta ao vivo em cena. Já a Escola Magia do Cinema é iniciativa da prefeitura através do projeto Paulínia Magia do Cinema. Ela oferece cursos nas áreas de cinema, teatro, dança e música, como caracterização cênica, literatura dramática, História da arte e do teatro, entre outros. Essa escola, em parceria com a Fundação Getulio Vargas e o Senac, visa a formação de profissionais qualificados na área de cinema e teatro para entrarem no mercado de trabalho criado com o projeto Paulínia Magia do Cinema. Na literatura paulinense o destaque fica com Raimundo Lonato, que já escreveu vários livros infanto-juvenis, literatura-reportagem e de poemas. O escritor já esteve presente em eventos como a Feira do Livro de Porto Alegre e a 20ª Bienal do Livro de São Paulo.

### Esportes

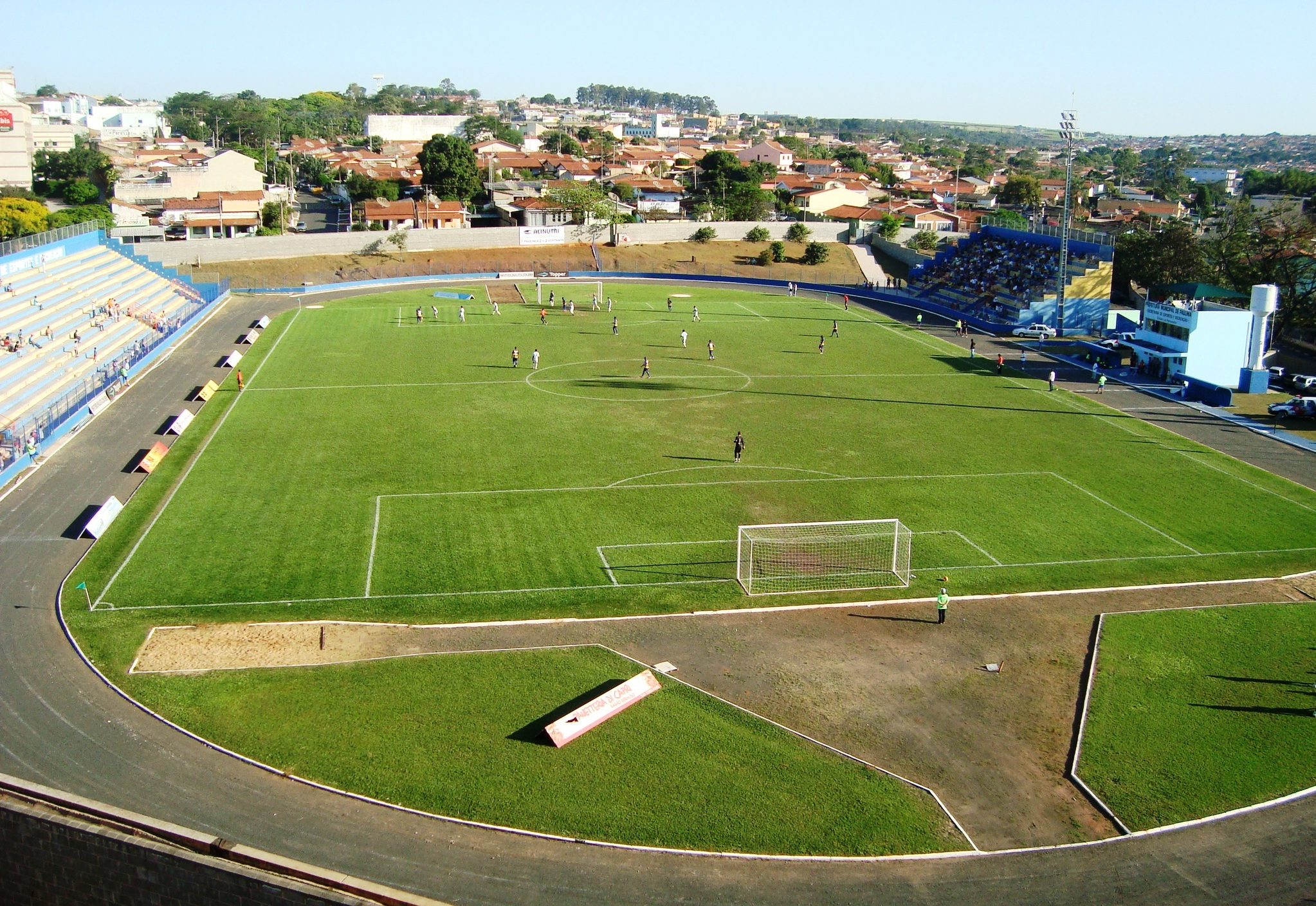
O Estádio Municipal Luís Perissinotto, com capacidade para 10 070 pessoas, é utilizado para partidas de futebol e local do mando de jogo do Paulínia.

O futebol sempre foi um dos esportes mais populares de Paulínia. Antes da emancipação, a bocha compartilhava com o futebol o título de esporte mais popular da localidade. Após a emancipação, o primeiro incentivo municipal para os esportes foi a criação do Comissão Municipal do Esporte pelo prefeito Vicente Amatte, em 1973. Após algum tempo, o órgão passou a ser subordinado ao Setor de Esportes e Turismo (Setur). Em 1976 o supervisor do Setur, Ary Rodriguez, criou os Jogos Desportivos dos Trabalhadores, que até hoje fazem sucesso na cidade.
Em 1993 o então prefeito Edson Moura criou a SER (Secretaria de Esportes e Recreação). A partir daí vários projetos de incentivo à pratica de esportes foram desenvolvidas, como a participação em Jogos Regionais e nos Jogos Abertos do Interior. Em 2005 o município teve a melhor passagem pelos Jogos Abertos até aquela data: 3° lugar, atrás de Campinas e Araras. Outros eventos organizados pela SER são a gincana de férias, que vai para a sua XX edição; o Campeonato Municipal de Futsal, que foi para a sua edição de número XXV em 2010.
Recentemente o futebol voltou a ter destaque com o Paulínia Futebol Clube, primeiro clube profissional do município, que disputa o Campeonato Paulista Série B. A cidade também conta com o Estádio Municipal Luís Perissinoto e diversos campos. Freqüentemente equipes treinam nos centros de treinamento vou no estádio de Paulínia devido às boas condições do gramado. No município também ocorre o Campeonato Amador de Futebol de Paulínia, que é disputado desde 1970. Em 2010 o torneio foi dividido em duas divisões, com 16 times na Primeira Divisão e 41 times na Segunda, sendo que em 2011 a Segunda Divisão contou com apenas 16 equipes, e foi criada a Terceira Divisão. Os jogos são realizados em vários locais diferentes, sendo os campos dos bairros Morumbi, Santa Cecília, São José, Serra Azul, no Poliesportivo Etori di'Blásio (Monte Alegre), no centro esportivo da praça Waldemar Perissinoto e no campo do Ginásio Agostinho Fávaro (João Aranha).

Paulínia tem grande tradição no bicicross, com uma das melhores equipes do Brasil. A equipe Petrobrás/Paulínia tem vários títulos brasileiros, paulistas e internacionais. A equipe tem origem no projeto Paulínia Racing Bicicross, criada pela prefeitura para incentivar o esporte na cidade. Atualmente a equipe é heptacampeã brasileira e paulista. A cidade também foi sede por vários anos do Bicicross Américas, uma das maiores competições do Brasil e do continente.

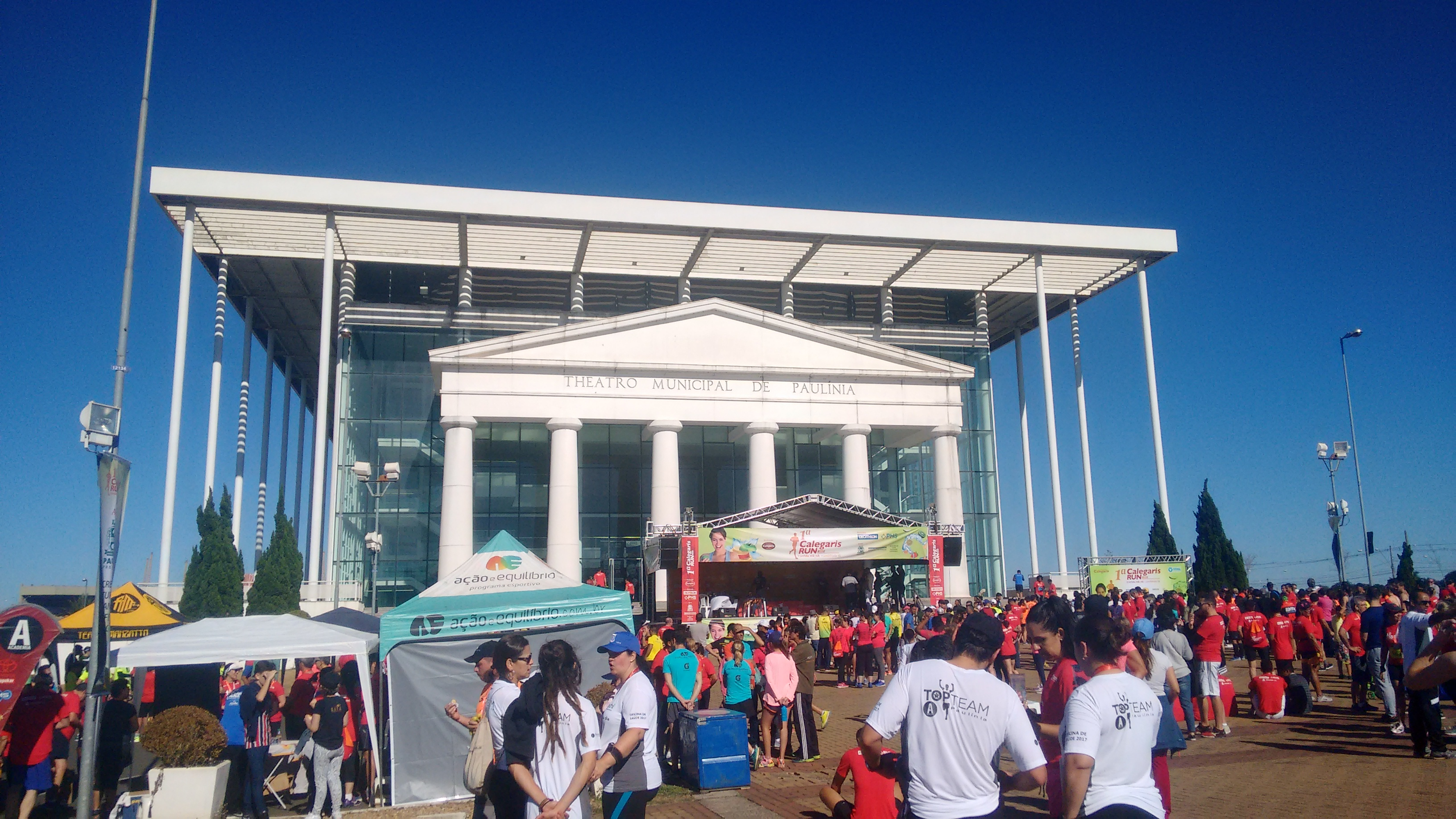
Theatro Municipal de Paulínia - 1ª Calegaris Run - Prova esportiva de corrida e caminhada na cidade de Paulínia. Pontos de largada e chegada no Theatro Municipal de Paulínia.

Outros esportes populares em Paulínia são o basquetebol, o handebol e o voleibol. O basquetebol é regido pela Associação dos Amigos do Basquete de Paulínia (AAB Paulínia), que coordena as equipes masculina, feminina e masculina mirim do clube de basquete de Paulínia. No handebol destaca-se a equipe SER/UH/Paulínia, mantida pela prefeitura do município. A equipe é associada à Liga de Handebol do Estado de São Paulo, associação alternativa do esporte no estado. No vôlei, destacam-se as equipes que participam dos Jogos Regionais e Jogos Abertos do Interior. As equipes desses três esportes utilizam os ginásios de esportes Agostinho Fávaro (Lara), localizado no bairro João Aranha, e Vicente Amatte (Centro), localizado no bairro Santa Cecília.
Recentemente a modalidade esportiva de corrida de rua vem crescendo entre a população, tendo havido eventos organizados com apoio da Prefeitura.  Destacam-se os eventos de corrida e caminhada promovidos pela Associação Esportiva Paulinense (AEP) e pelo comércio local, como a 1ª Calegaris Run em 2017, organizada pela rede de supermercados que dá nome ao evento.

### Feriados
Em Paulínia há cinco feriados municipais, oito feriados nacionais e, em 2012, três pontos facultativos. Os feriados municipais são o dia da emancipação política-administrativa de Paulínia, em 28 de fevereiro; a Sexta-feira Santa, em 6 de abril; Corpus Christi, em 7 de junho; dia de Sagrado Coração de Jesus (padroeiro de Paulínia), no oitavo dia após o Corpus Christi (15 de junho); e o feriado civil do dia do Soldado Constitucionalista, no dia 9 de julho. Com exceção dos feriados de 28 de fevereiro e 9 de julho, todos têm datas móveis. Os pontos facultativos serão em 2012: segunda-feira de carnaval, em 20 de fevereiro; terça-feira de carnaval, em 21 de fevereiro; quarta-feira de cinzas, em 22 de fevereiro. Entretanto os pontos facultativos podem ser alterados, suprimidos ou mesmo criados no decorrer do ano, por decreto do prefeito. Em caso de pontos facultativos os serviços considerados essenciais à população não podem ser interrompidos.